# Cidade do México
Cidade do México (em castelhano: Ciudad de México, pronunciado: [sjuˈðað de ˈmexiko] (escutarⓘ)), anteriormente Distrito Federal (até 29 de janeiro de 2016), é a capital do México e sede dos poderes federais dos Estados Unidos Mexicanos, constituindo uma de suas 32 entidades federativas, bem como figurando como a maior e mais importante entidade urbana do país.
A Cidade do México, com 9 209 944 habitantes (2020), é a cidade mais populosa do México, da América do Norte e de língua espanhola do mundo. Ocupa uma décima parte do Vale do México no centro-sul do país, em um território que se formou da bacia hidrográfica do lago de Texcoco. Em seu crescimento demográfico nos últimos dois séculos, a Cidade do México foi incorporando vários povoados vizinhos. A sua referida região metropolitana, nomeada oficialmente como "Zona Metropolitana do Vale do México", reúne mais de 40 municípios além da capital e abriga mais de 20 milhões de habitantes (dados de 2010), ou cerca de 1/5 da população mexicana, o que faz dela, independente de como se define, a segunda maior aglomeração urbana do continente americano, e a sétima mais populosa do mundo.
A Cidade do México que hoje corresponde à capital mexicana foi fundada por volta do século XIV e era a capital do Império Asteca, quando se chamava Tenochtitlán, que acabou por ser completamente destruída pelos colonos espanhóis em 1524, tendo sido reconstruída nas décadas seguintes seguindo os padrões de colonização de exploração implementados pelo Império Espanhol. Ainda no século XVI, a entidade, já quase totalmente reconstruída, recebeu o nome de México. Durante os dois séculos seguintes, se estabeleceu como um importante núcleo político-administrativo do Império Espanhol, servindo como principal centro financeiro e urbano das colônias da Espanha na América já no século XVIII, figurando como a maior aglomeração urbana da colônia mexicana (atual república mexicana) desde então. Depois de concretizada a independência mexicana em relação à Espanha por volta de 1822, foi adotada como capital da República Mexicana, tendo sido dado o nome de Distrito Federal em 1824. Em 2016, a entidade passa a se chamar oficialmente Cidade do México.
A Cidade do México é o principal e mais desenvolvido centro urbano, econômico, cultural e político do país, além de ser uma das maiores metrópoles do mundo — tendo sido considerada por organizações internacionais uma "cidade global alfa". Apenas a Cidade do México responde por 21% do PIB total do país e sua área metropolitana, por mais de 34%. Em 2013, a área metropolitana da Cidade do México ocupava o 8º lugar das localidades mais ricas do mundo ao possuir um PIB de 390 bilhões de dólares, que, segundo projeções, deveria se duplicar até 2020.

## História

### Período asteca

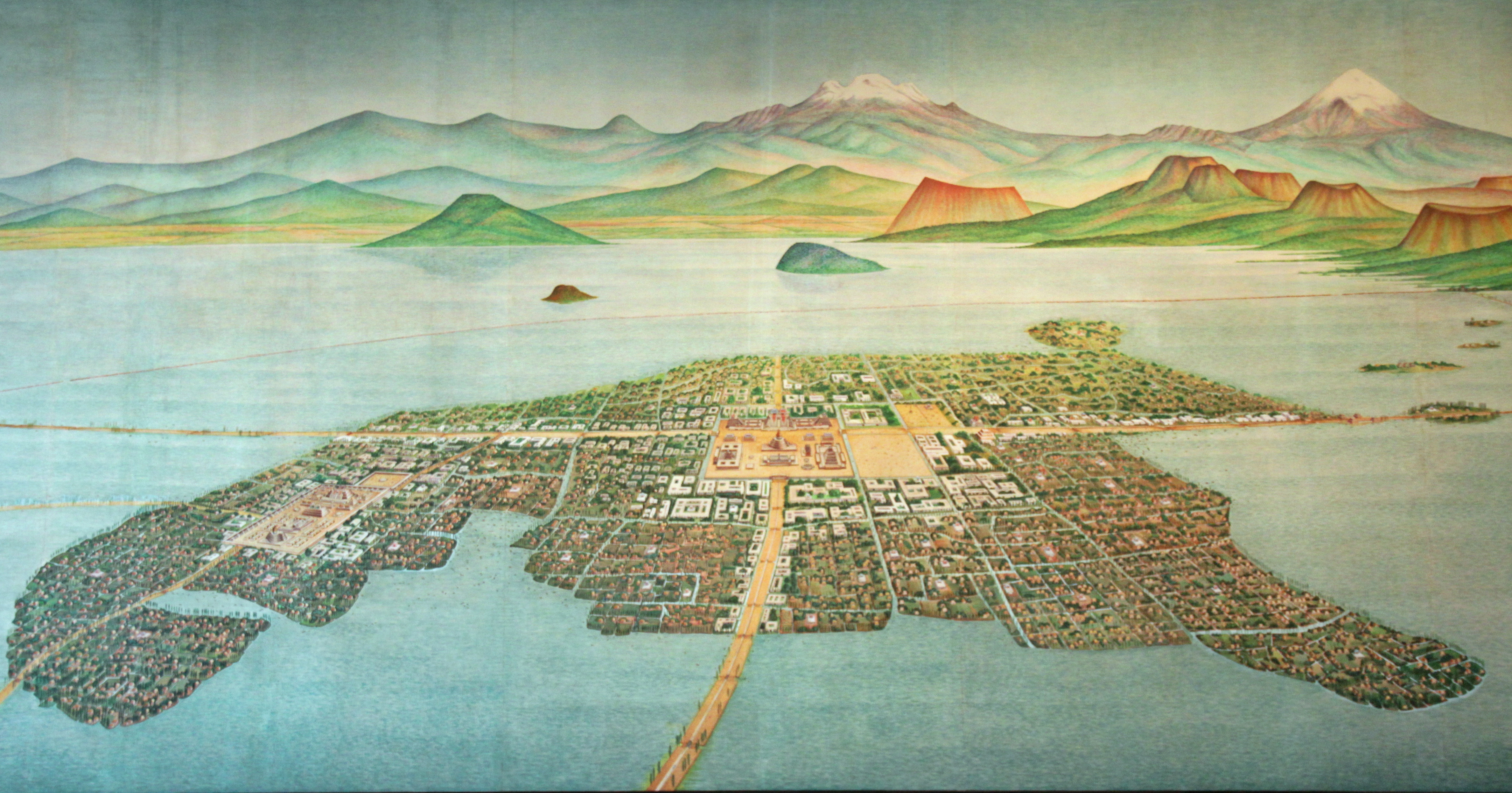
Tenochtitlan no Lago de Texcoco, a capital dos astecas e uma das maiores cidades do mundo na época

A cidade de México Tenochtitlán foi fundada pelo povo asteca em 1325. A antiga capital asteca, agora chamada simplesmente de Tenochtitlan, foi construída em uma ilha no centro do Lago de Texcoco, no Vale do México, região que partilhava com uma cidade-Estado menor chamada de Tlatelolco. Segundo a lenda, o principal deus responsável pelos mexicas, Huitzilopochtli, indicou o local onde eles deveriam construir a sua casa. O deus apresentou uma águia empoleirada em um cacto nopal com uma serpente em seu bico como um símbolo de onde a civilização asteca deveria construir a sua cidade.
Entre 1325 e 1521, Tenochtitlan cresceu em tamanho e força, acabou dominando as outras cidades-Estados em torno do lago Texcoco e no Vale do México. Quando os espanhóis chegaram, o Império Asteca tinha conquistado grande parte da Mesoamérica, desde o Golfo do México até o Oceano Pacífico.

### Conquista espanhola

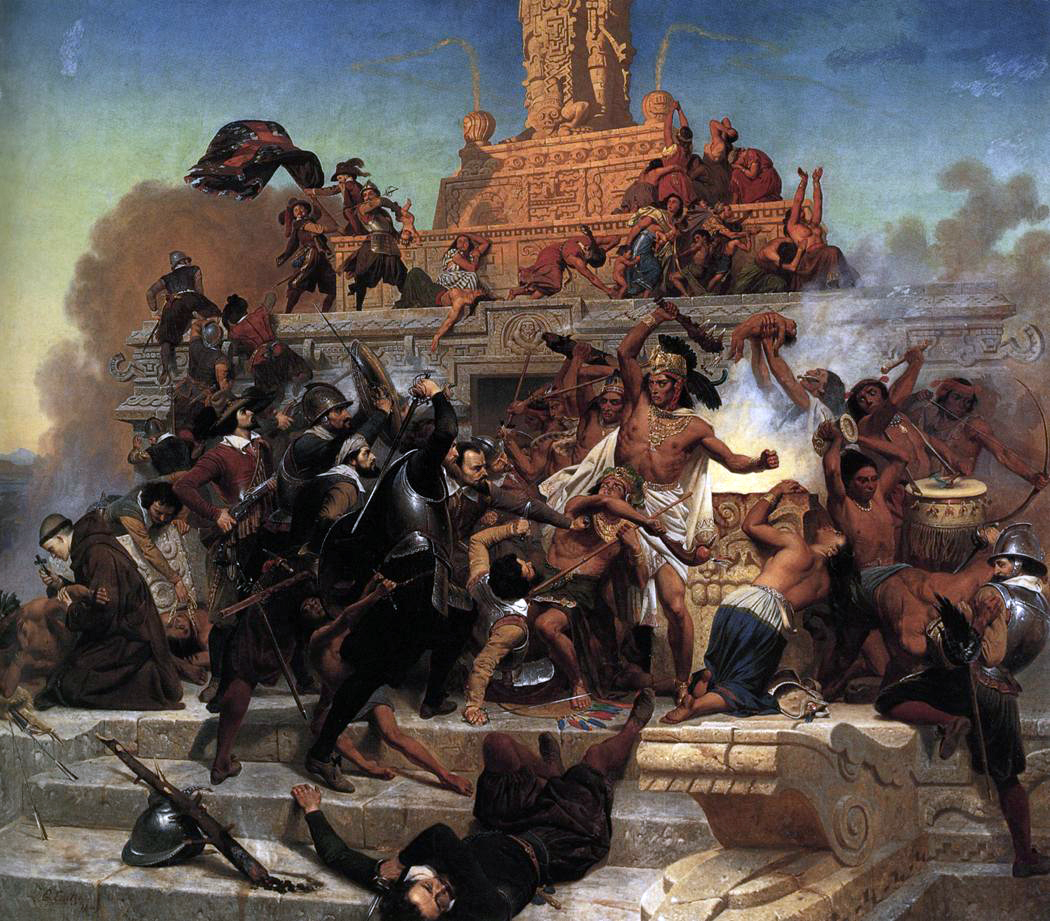
Em 1521, soldados espanhóis liderados por Hernán Cortés invadiram o Império Asteca e ocuparam e saquearam sua capital, Tenochtitlán

Após o desembarque em Veracruz, o explorador espanhol Hernán Cortés avançou sobre Tenochtitlan com a ajuda de outros povos nativos, chegando à capital asteca em 8 de novembro de 1519. Cortés e seus homens marcharam ao longo da calçada que conduzia à cidade de Iztapalapa e o governante da cidade, Moctezuma II, cumprimentou os espanhóis; eles trocaram presentes, mas a camaradagem não durou muito tempo. Cortés colocou Moctezuma sob prisão domiciliar, na esperança de governar através da autoridade dele.
As tensões aumentaram, até que na noite de 30 de junho de 1520 - durante uma luta conhecida como "La Noche Triste" - os astecas levantaram-se contra a invasão espanhola e conseguiram capturar e expulsar os europeus e seus aliados tlaxcaltecas. Cortés reagrupou-se suas forças em Tlaxcala. Os astecas pensaram que os espanhóis tinham ido embora permanentemente e elegeram um novo rei, Cuitláhuac, mas ele morreu logo; o próximo rei foi Cuauhtémoc.
Cortés começou um Cerco de Tenochtitlan em maio de 1521. Durante três meses, a cidade sofreu com a falta de comida e água, bem como a propagação da varíola trazida pelos europeus. Cortés e seus aliados desembarcaram suas forças na parte sul da ilha e lentamente abriram caminho através da cidade. Cuauhtémoc rendeu-se em agosto de 1521. Os espanhóis praticamente arrasaram a cidade de Tenochtitlán durante o cerco final da conquista.
Cortés primeiro se estabeleceu-se em Coyoacán, mas decidiu reconstruir a cidade asteca para apagar todos os vestígios da velha ordem. Ele não estabeleceu um território sob o seu próprio domínio pessoal, mas permaneceu leal à coroa espanhola. O primeiro vice-rei espanhol chegou na Cidade do México quatorze anos mais tarde. Nessa época, a cidade tinha se tornado novamente uma importante cidade-Estado, tendo um poder que se estendia muito além de suas fronteiras.
Embora os espanhóis tenham preservado o formato básico das ruas de Tenochtitlán, eles construíram igrejas católicas sobre os antigos templos astecas e reivindicaram os palácios imperiais para si. Tenochtitlán foi rebatizada de "México" porque era uma palavra mais fácil de pronunciar em espanhol.

### Período colonial

Vista da Cidade do México em 1628

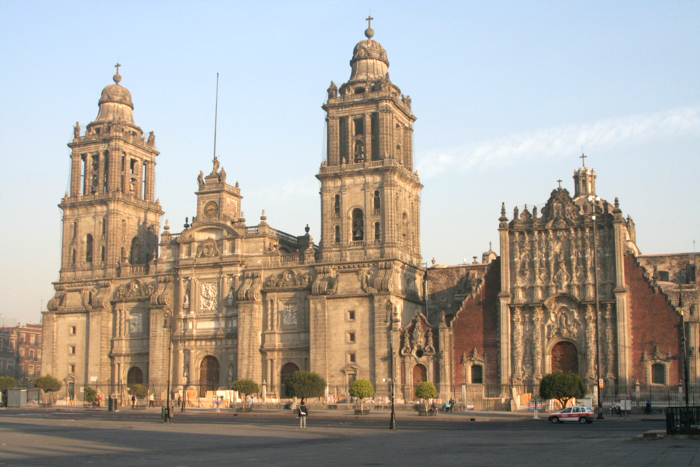
A Catedral Metropolitana foi construída pelos espanhóis sobre as ruínas do Templo Mayor

A cidade foi a capital do Império Asteca e na era colonial, a Cidade do México tornou-se a capital do Vice-Reino da Nova Espanha. O vice-rei vivia no palácio vice-real na praça Zócalo. A Catedral Metropolitana da Cidade do México, a sede do arcebispado da Nova Espanha, foi construída em outro parte do Zócalo, sobre as ruínas do antigo Templo Mayor.
As cidades espanholas coloniais eram construídas em um padrão de quadras, ao menos se nenhum obstáculo geográfico impedisse. Na Cidade do México, o Zócalo (a praça principal) era o lugar central a partir do qual os quarteirões da cidade foram construídos. Os espanhóis viviam na área mais próxima à praça principal no que era conhecido como traza, em ruas tranquilas e bem ordenadas. As residências dos povos nativos foram colocadas fora dessa zona exclusiva e as casas eram remotamente localizadas.
O Império Espanhol procurou manter os índios separados dos espanhóis, mas como o Zócalo era um centro comercial importante para os índios, eles eram uma presença constante na área central da cidade, o que fazia com que a rigorosa segregação étnica não fosse cumprida. O Zócalo também era o palco de grandes celebrações, bem como de execuções. A praça também foi o local de duas grandes rebeliões no século XVII, uma em 1624 e outra em 1692.
A cidade cresceu, assim como a sua população, o que deixou cada vez menos espaço para as águas do lago. Como a profundidade da água do lago oscilava, a Cidade do México estava sujeita a inundações periódicas. Um grande projeto de infraestrutura fez com que milhares de índios fossem postos em regime de trabalho forçado para evitar novas inundações. As enchentes não só eram um inconveniente, mas também um perigo para a saúde, uma vez que durante os períodos de cheias os dejetos humanos poluíam as ruas da cidade. Com a drenagem da área, a população de mosquitos caiu, assim como a frequência de doenças. No entanto, a drenagem dos pântanos também mudou o habitat para peixes e aves e as áreas de acesso para os cultivos de índios perto da capital.
No século XVI, houve uma proliferação de igrejas, muitas das quais ainda podem ser vistas no centro histórico da capital mexicana. Economicamente, a Cidade do México prosperou como resultado do comércio. Ao contrário do Brasil ou do Peru, o México tinha contato fácil com os oceanos Atlântico e Pacífico. Embora a coroa espanhola tenha tentado regulamentar completamente todo o comércio na cidade, a empreitada teve sucesso apenas parcial.
O conceito de nobreza floresceu em Nova Espanha de uma forma não vista em outras partes da América. Os espanhóis encontraram uma sociedade na qual o conceito de nobreza parecido com o europeu, o que fez com que os conquistadores respeitassem e ampliassem a ordem de nobreza indígena. Nos séculos que se seguiram, um título nobre no México não significava grande poder político. O conceito de nobreza no México não era político, mas sim social e conservador, com base no merecimento da família. A maioria dessas famílias provaram o seu valor, fazendo fortunas na Nova Espanha fora da própria cidade e, em seguida, investindo suas receitas na capital, com a construção de novas igrejas, instituições de caridade e casas apalaçadas extravagantes. A mania de construir a residência mais opulenta possível atingiu seu auge na última metade do século XVIII. Muitos destes palácios ainda pode ser encontrado, o que fez com que Alexander von Humboldt desse a alcunha de "cidade de palácios" à capital mexicana.

### Independência e Guerra Mexicano-Americana

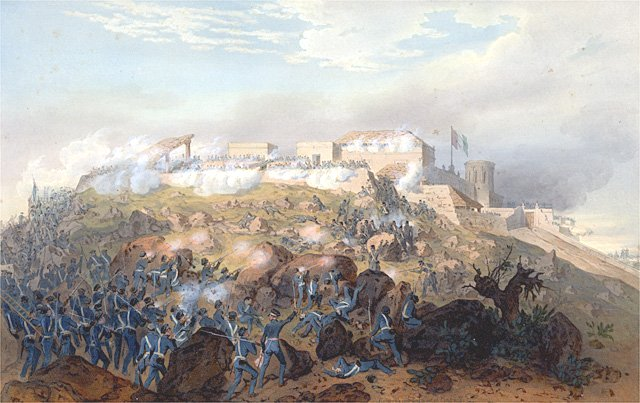
Ataque estadunidense contra o Castelo de Chapultepec durante a Batalha da Cidade do México em 1847, parte da Guerra Mexicano-Americana

A ocupação espanhola durou três séculos, até que Miguel Hidalgo, um padre da povoação de Dolores, proclamou o famoso "grito de Dolores", iniciando a Guerra da Independência do México, que foi conquistada três anos depois. Após a proclamação da independência, em 27 de setembro de 1821, os conflitos que se travaram até final do século XIX dificultaram o desenvolvimento da cidade. Nos princípios do referido século, a cidade expandiu-se e nasceram as primeiras "colônias" residenciais, mas após a revolução o seu crescimento populacional aumentou.
A Batalha da Cidade do México, parte da Guerra Mexicano-Americana, refere-se à série de enfrentamentos ocorridos entre 8 e 15 de setembro de 1847, na vizinhança da cidade. Incluem-se as principais ações nas batalhas de Molino del Rey e Chapultepec, culminando com a queda da Cidade do México. O Exército dos Estados Unidos, sob o comando de Winfield Scott, teve um grande sucesso que terminou com a guerra. A invasão estadunidense do Distrito Federal foi rejeitada pela primeira vez durante a Batalha de Churubusco, em 8 de agosto, quando o batalhão de São Patrício, que era composto principalmente de irlandeses católicos e imigrantes alemães, mas também por canadenses, ingleses, franceses, italianos, poloneses, escoceses, espanhóis, suíços e mexicanos, lutou pela causa mexicana ao repelir os ataques estadunidense. Depois de derrotar o Batalhão de São Patrício, a Guerra Mexicano-Americana chegou ao fim depois dos Estados Unidos implantar unidades de combate no México, o que resultou na captura da Cidade do México e de Veracruz pela 1ª, 2ª, 3ª e 4ª Divisões do Exército dos EUA. A invasão culminou com a tomada de Castelo de Chapultepec, na própria cidade.
Durante esta batalha, em 13 de setembro, a 4ª Divisão, sob o comando de John A. Quitman, liderou o ataque contra Chapultepec e tomou o castelo. Os futuros generais confederados George E. Pickett e James Longstreet participaram do ataque. Servir na defesa mexicana foram os cadetes mais tarde imortalizada como Los Niños Héroes (os "Meninos Heróis"). As forças mexicanas foram para trás de Chapultepec e retiraram-se de dentro da cidade. Os ataques aos portões de Belén e San Cosme vieram depois. O Tratado de Guadalupe Hidalgo foi assinado no que é hoje o extremo norte da cidade.

### Revolução Mexicana e período contemporâneo

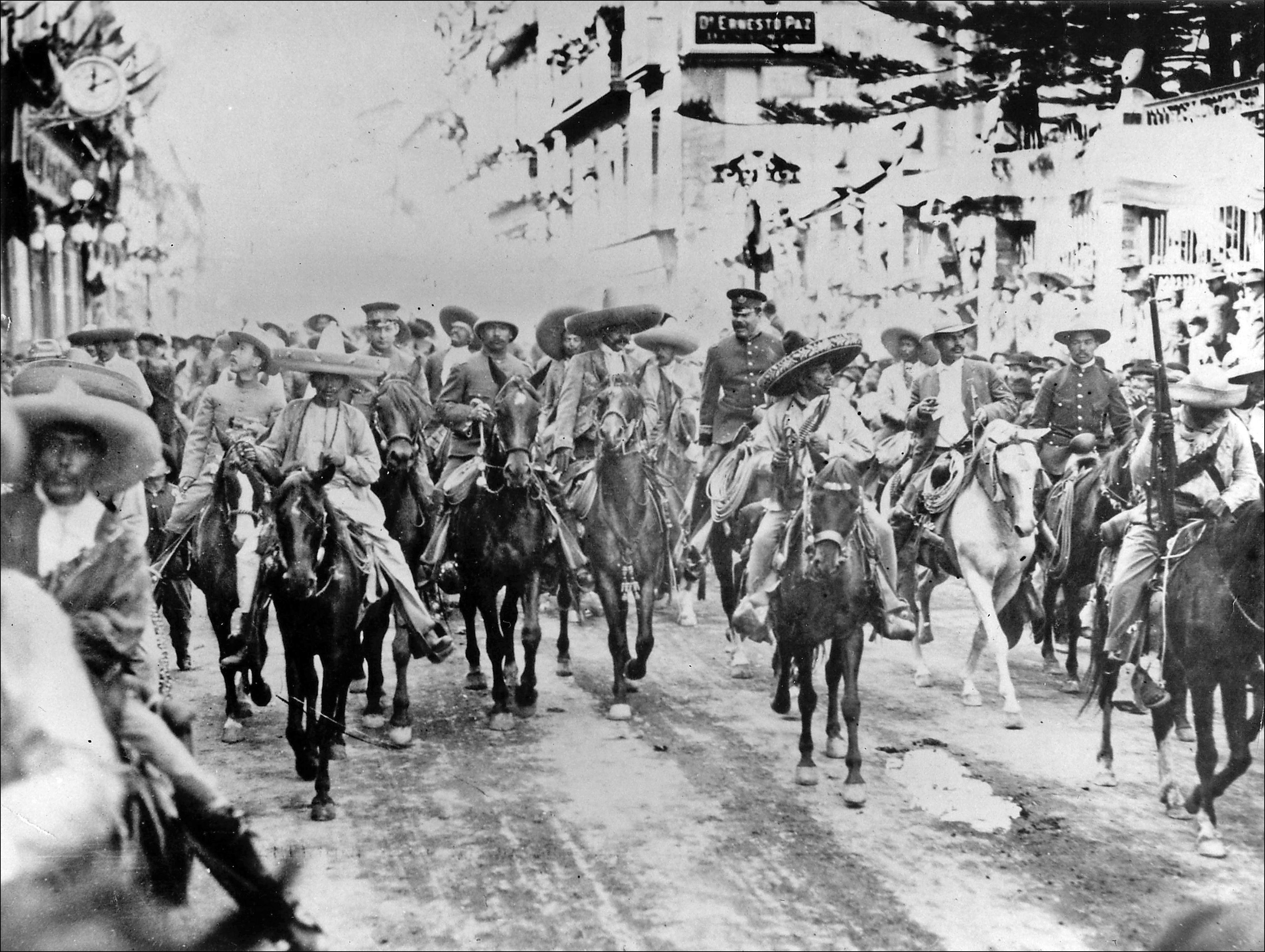
Francisco Villa e Emiliano Zapata entram na Cidade do México (1914)

Conflitos como a Guerra Mexicano-Americana, a Intervenção Francesa e a Guerra da Reforma deixaram a cidade relativamente intocada, especialmente durante o governo do presidente Porfirio Díaz. Durante este período, a capital mexicana desenvolveu uma moderna infraestrutura, como estradas, escolas, além de sistemas de comunicação e transporte. No entanto, o regime concentrou recursos na cidade, enquanto o resto do país definhava na pobreza.
O rápido desenvolvimento levou à Revolução Mexicana. O episódio mais significativo deste período para a cidade foi a La decena trágica ("Os Dez Dias Trágicos"), em 1913, um golpe de Estado contra o presidente Francisco I. Madero e seu vice, José María Pino Suárez. Victoriano Huerta, general chefe do Exército Federal, viu uma chance de tomar o poder, forçando Madero e Pino Suárez a assinar suas renúncias. Os dois foram assassinados mais tarde, enquanto eram levados para a prisão.
As forças zapatistas, que estavam baseadas no estado vizinho de Morelos, tinham pontos fortes no extremo sul do Distrito Federal, que incluía Xochimilco, Tlalpan, Tláhuac e Milpa Alta para lutar contra os regimes de Victoriano Huerta e Venustiano Carranza. Após o assassinato de Carranza e um curto mandato de Adolfo de la Huerta, Álvaro Obregón tomou o poder. Depois disposto a ser reeleito, ele foi morto por José de León Toral, um católico devoto, em um restaurante perto do parque La Bombilla, em San Ángel, em 1928. Plutarco Elías Calles substituiu Obregón e culminou na Revolução Mexicana.
A partir do início do século XX, desenvolveram-se novos planos urbanísticos e a cidade cresceu ainda mais. Em 19 de setembro de 1985, no entanto, a cidade foi arrasada por um forte terremoto de magnitude 8,1 na escala de Richter. Embora este sismo não tenha sido tão mortal ou destrutivo quanto muitos eventos semelhantes em outras partes da Ásia e da América Latina, ele provou ser um desastre político para o governo unipartidário que comandava o México há anos. O governo foi paralisado por sua própria burocracia e corrupção, forçando os cidadãos comuns a criar e dirigir seus próprios esforços de resgate para reconstruir grande parte das construções destruídas.

## Geografia

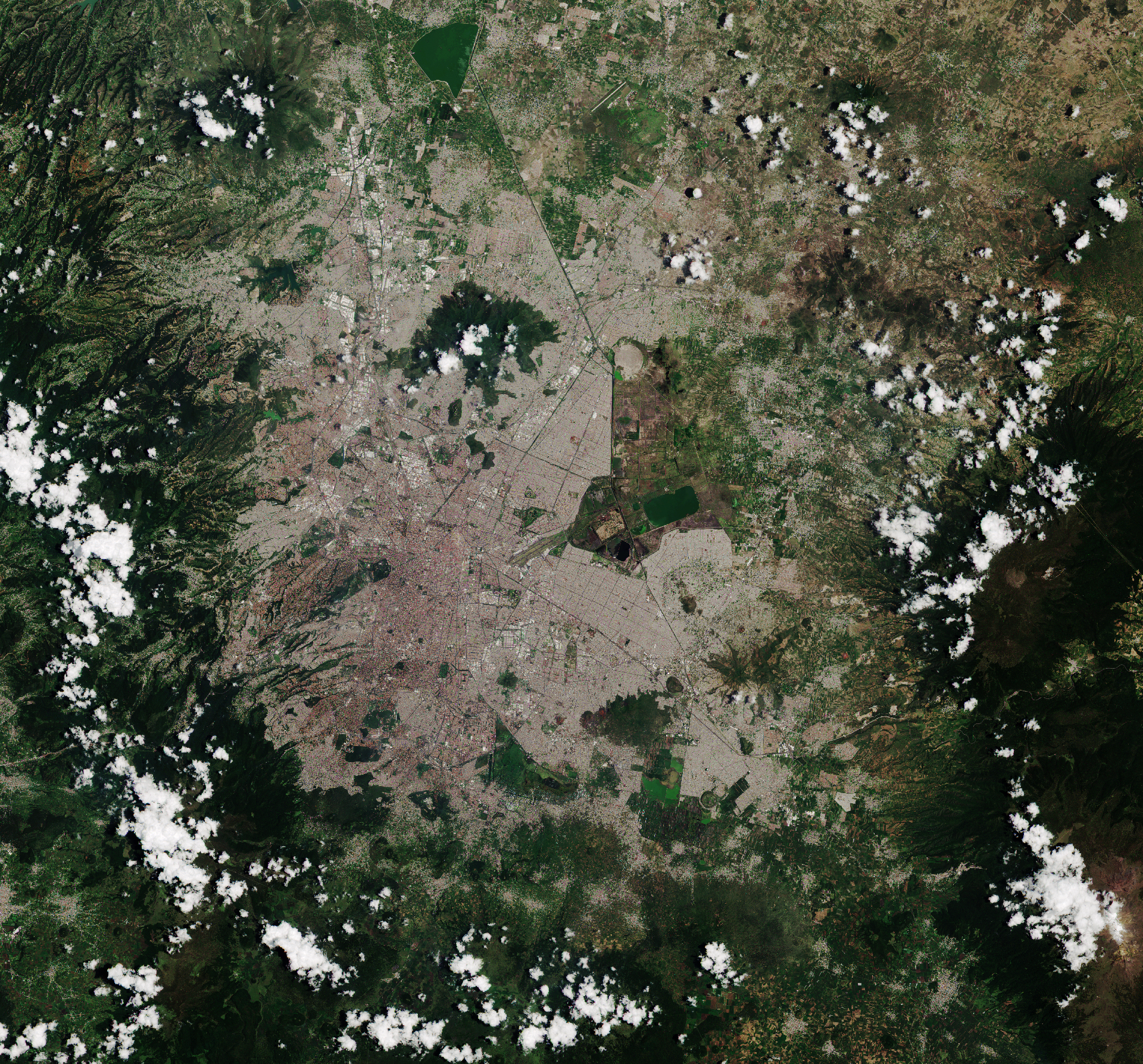
Imagem de satélite da Região Metropolitana da Cidade do México

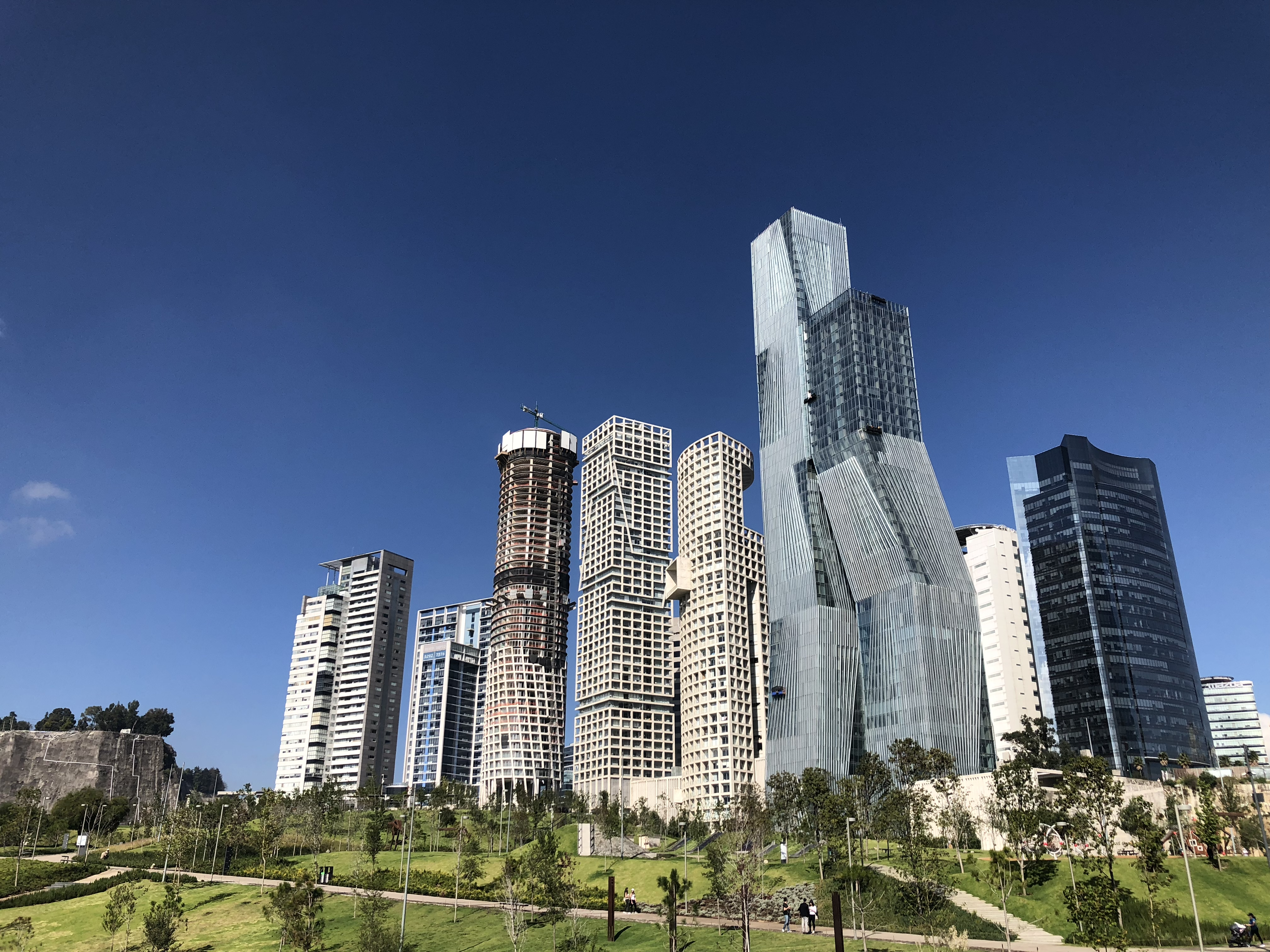
Arranha-céus vistos do Parque la Mexicana

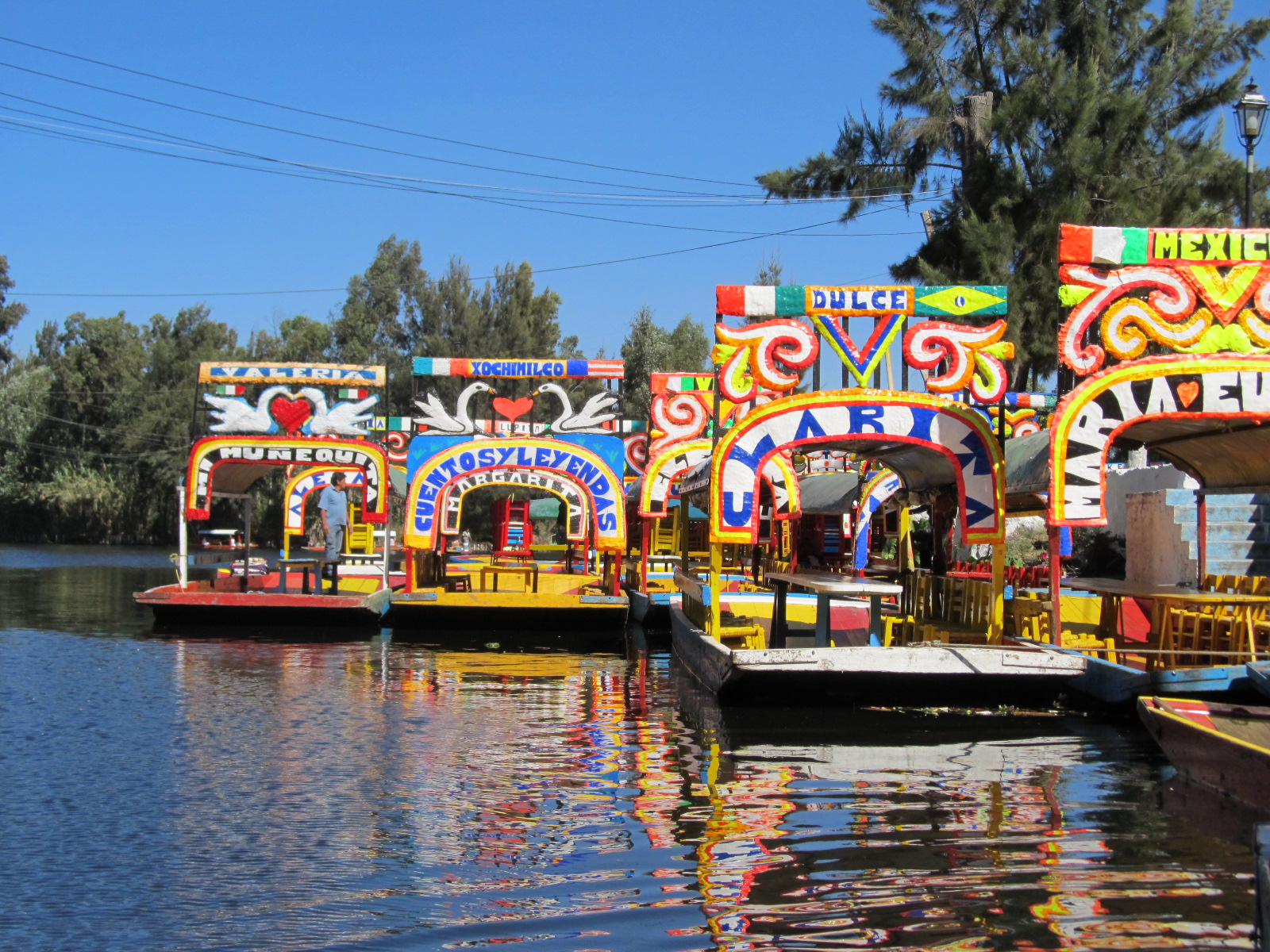
Chinampas no bairro de Xochimilco

A Cidade do México está localizada no Vale do México, às vezes chamada de Bacia do México. Este vale está localizado no Eixo Neovulcânico, nos planaltos do centro-sul do México. Tem uma altitude mínima de 2 200 metros acima do nível do mar e é cercada por montanhas e vulcões que atingem altitudes de mais de 5 000 metros. Este vale não tem drenagem natural para as águas que fluem das montanhas, o que torna a cidade vulnerável a inundações. A drenagem foi manipulada através da utilização de canais e túneis a partir do século XVII.
A Cidade do México repousa principalmente sobre o que era o lago Texcoco. A atividade sísmica é frequente na região. O Texcoco foi drenado a partir do século XVII. Embora o lago tenha desaparecido, a cidade repousa sobre seu saibro fortemente saturado. Esta base macia está em colapso devido ao excesso de extração de águas subterrâneas. Desde o início do século XX, a cidade afundou cerca de nove metros em algumas áreas, o que causa problemas com o escoamento e a gestão de águas residuais, levando a problemas de inundação, especialmente durante a estação chuvosa. Todo o leito do lago está agora pavimentado e a maioria das áreas florestais restantes da cidade encontram-se nos bairros de Milpa Alta, Tlalpan e Xochimilco, na região sul.

### Clima
O clima da Cidade do México é considerado oceânico (Cwb de acordo com a classificação climática de Köppen-Geiger). A temperatura média anual é de 17 °C. O verão é morno, com precipitação, e o inverno é fresco, com pouca precipitação. Ao longo do ano, normalmente, a temperatura mínima nos meses mais frios é de 6 °C e a temperatura máxima nos meses mais quentes é de 26 °C e raramente são inferiores a 1 °C ou superiores a 30 °C.
A região do Vale do México recebe sistemas anticiclónicos. Os ventos fracos destes sistemas não permitem a dispersão, fora da bacia, dos poluentes atmosféricos que são produzidos pelas 50 mil indústrias e 4 milhões de veículos que circulam em torno da área metropolitana.
A estação chuvosa vai de junho a outubro, quando ventos trazem umidade tropical do mar. A estação seca vai de novembro a maio, quando o ar é relativamente seco. Esta estação seca subdivide-se em um período de frio e um período quente. O período de frio ocorre de novembro a fevereiro, quando as massas de ar polares vêm partir do norte e mantém o ar bastante seco. O período quente se estende de março a maio, quando os ventos tropicais voltam a dominar, mas ainda não carregam umidade suficiente para a chuva.
A região recebe cerca de 610 milímetros de precipitação anual, que concentram-se de junho a setembro, com pouca ou nenhuma precipitação no restante do ano. O vale central do México raramente recebe precipitação na forma de neve durante o inverno; os dois últimos casos registrados de um evento como esse foram em 5 de março de 1940 e 12 de janeiro de 1967.
A temperatura mais baixa já registrada foi de -7,4 °C e a temperatura mais alta foi de 33,9 °C.
| Dados climatológicos para Cidade do México                                                | Dados climatológicos para Cidade do México | Dados climatológicos para Cidade do México | Dados climatológicos para Cidade do México | Dados climatológicos para Cidade do México | Dados climatológicos para Cidade do México | Dados climatológicos para Cidade do México | Dados climatológicos para Cidade do México | Dados climatológicos para Cidade do México | Dados climatológicos para Cidade do México | Dados climatológicos para Cidade do México | Dados climatológicos para Cidade do México | Dados climatológicos para Cidade do México | Dados climatológicos para Cidade do México |
| Mês                                                                                       | Jan                                        | Fev                                        | Mar                                        | Abr                                        | Mai                                        | Jun                                        | Jul                                        | Ago                                        | Set                                        | Out                                        | Nov                                        | Dez                                        | Ano                                        |
| ----------------------------------------------------------------------------------------- | ------------------------------------------ | ------------------------------------------ | ------------------------------------------ | ------------------------------------------ | ------------------------------------------ | ------------------------------------------ | ------------------------------------------ | ------------------------------------------ | ------------------------------------------ | ------------------------------------------ | ------------------------------------------ | ------------------------------------------ | ------------------------------------------ |
| Temperatura máxima média (°C)                                                             | 22                                         | 23                                         | 25                                         | 26                                         | 26                                         | 25                                         | 24                                         | 24                                         | 23                                         | 23                                         | 22                                         | 22                                         | 23,8                                       |
| Temperatura média (°C)                                                                    | 14                                         | 15                                         | 17                                         | 19                                         | 19                                         | 19                                         | 18                                         | 18                                         | 17                                         | 16                                         | 15                                         | 14                                         | 16,8                                       |
| Temperatura mínima média (°C)                                                             | 6                                          | 8                                          | 10                                         | 12                                         | 13                                         | 14                                         | 13                                         | 13                                         | 13                                         | 11                                         | 8                                          | 7                                          | 10,7                                       |
| Chuva (mm)                                                                                | 7,3                                        | 6,2                                        | 6,1                                        | 13,2                                       | 37,4                                       | 114,3                                      | 125,1                                      | 119,6                                      | 117,5                                      | 49,8                                       | 10,6                                       | 3,3                                        | 610,4                                      |
| Dias com chuva                                                                            | 1                                          | 1                                          | 2                                          | 4                                          | 9                                          | 20                                         | 23                                         | 23                                         | 20                                         | 10                                         | 3                                          | 1                                          | 117                                        |
| Fonte: Weather Spark (médias mensais de temperatura, acumulado de chuva e dias com chuva) |                                            |                                            |                                            |                                            |                                            |                                            |                                            |                                            |                                            |                                            |                                            |                                            |                                            |

### Problemas ambientais

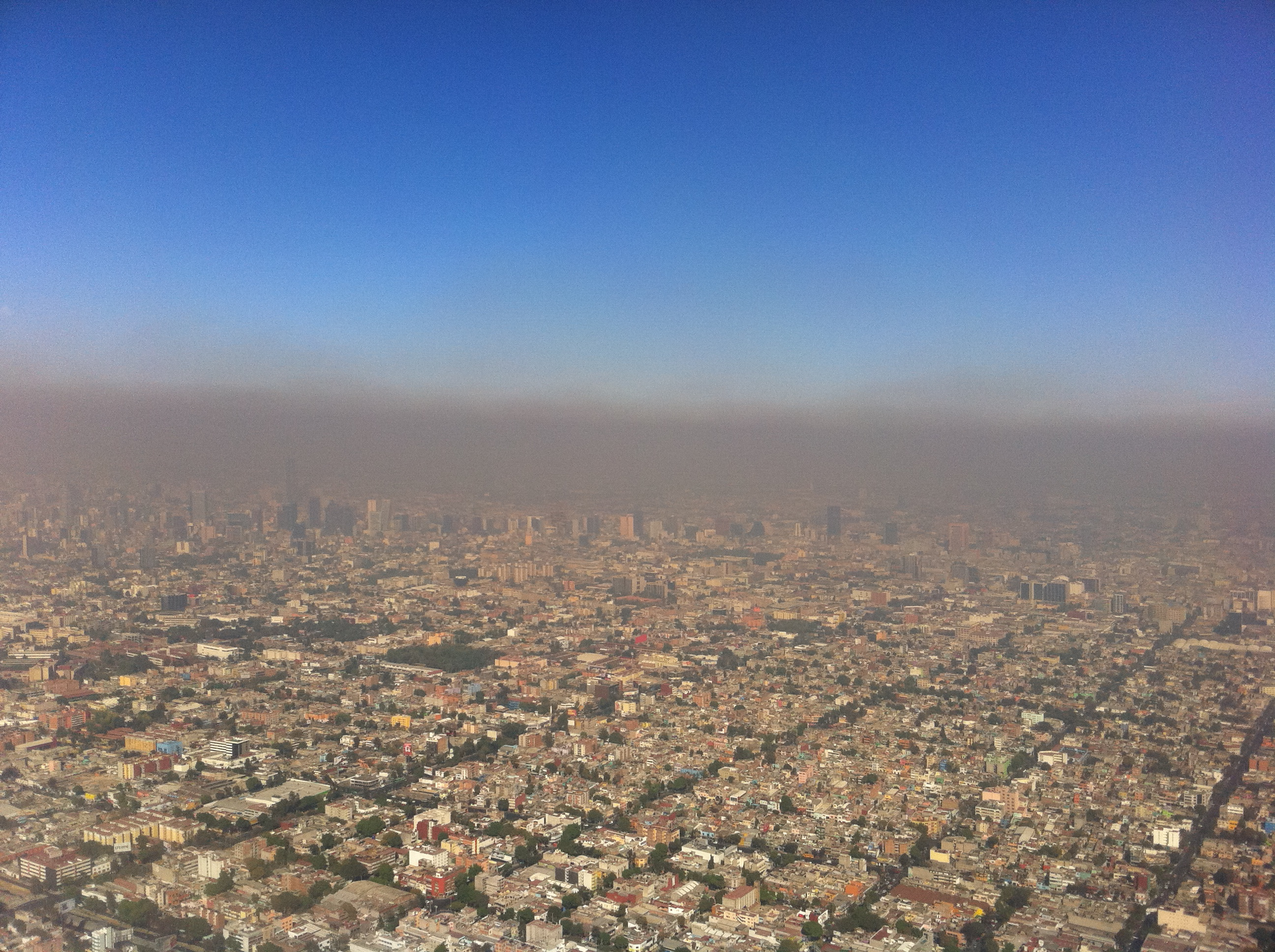
Vista da poluição atmosférica na cidade

Na década de 1990, a Cidade do México tornou-se famosa como uma das cidades mais poluídas do mundo; no entanto, a cidade tornou-se um modelo por reduzir drasticamente os níveis de poluição. Em 2014 a poluição por monóxido de carbono caiu drasticamente, enquanto os níveis de dióxido de enxofre e dióxido de azoto foram quase três vezes menores do que os registrados em 1992. Apesar dos esforços de limpeza, a região metropolitana ainda é a parte mais poluída por ozônio do país, com os níveis de ozônio até 2,5 vezes superiores aos limites de segurança definidos pela Organização Mundial da Saúde (OMS).
Para acabar com a poluição, os governos federal e locais implementaram vários planos, como o acompanhamento constante e relatórios de condições ambientais, como de ozônio e óxido de nitrogênio. Quando os níveis destes dois poluentes atingem patamares críticos, ações de contingência são implementadas, como fechamento de fábricas, mudança do horário escolar e prorrogação do programa um dia sem carro para dois dias da semana.
O governo também instituiu melhorias tecnológicas industriais, uma inspeção bianual rigorosa de emissões dos veículos e a reformulação de combustíveis como gasolina e diesel. A introdução do ônibus de trânsito rápido Metrobus e o programa de compartilhamento de bicicletas Ecobici também estão entre os esforços para incentivar formas de transportes alternativas e mais ecológicas.

## Demografia

### Composição étnica

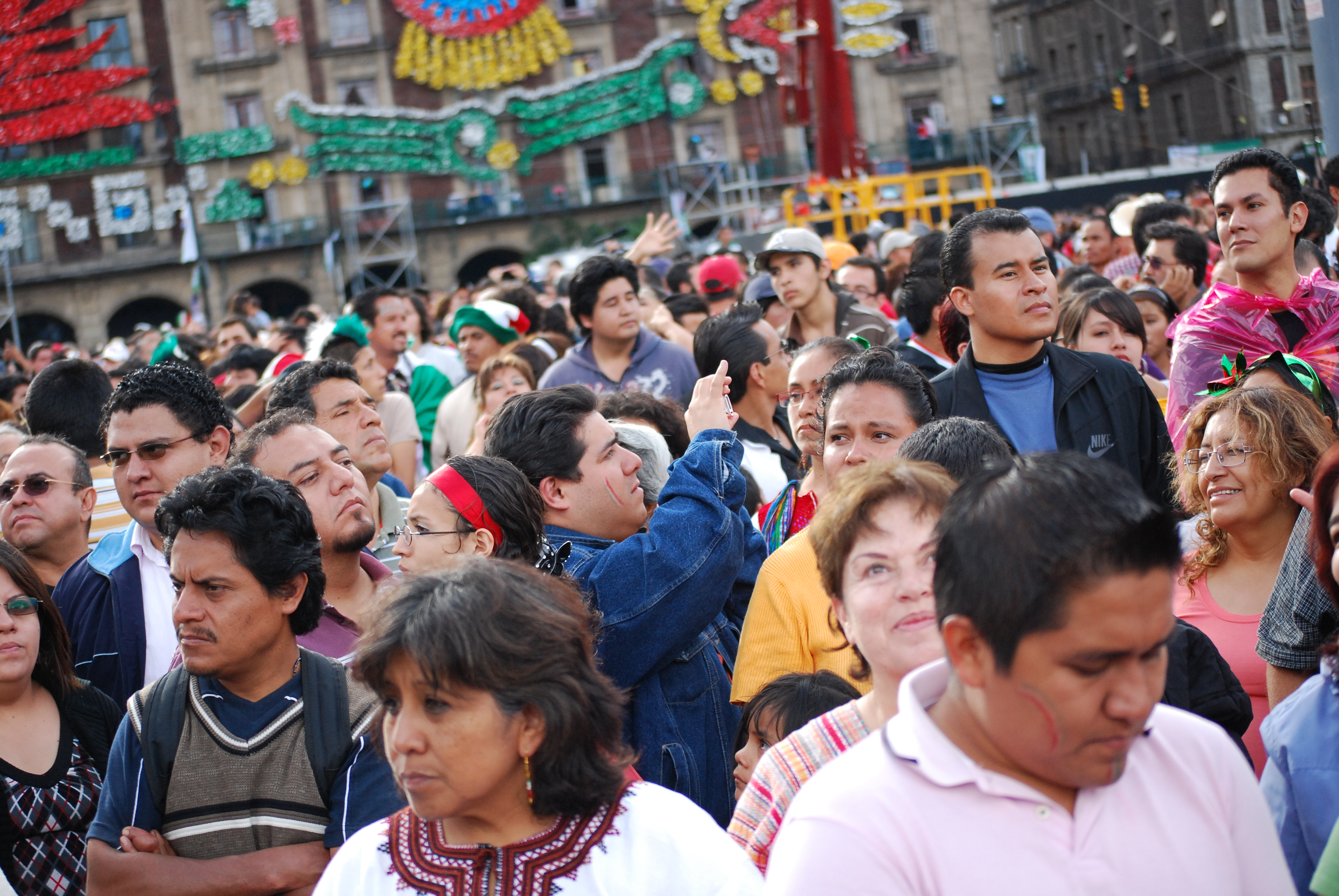
Cidadãos da Cidade do México na Praça da Constituição

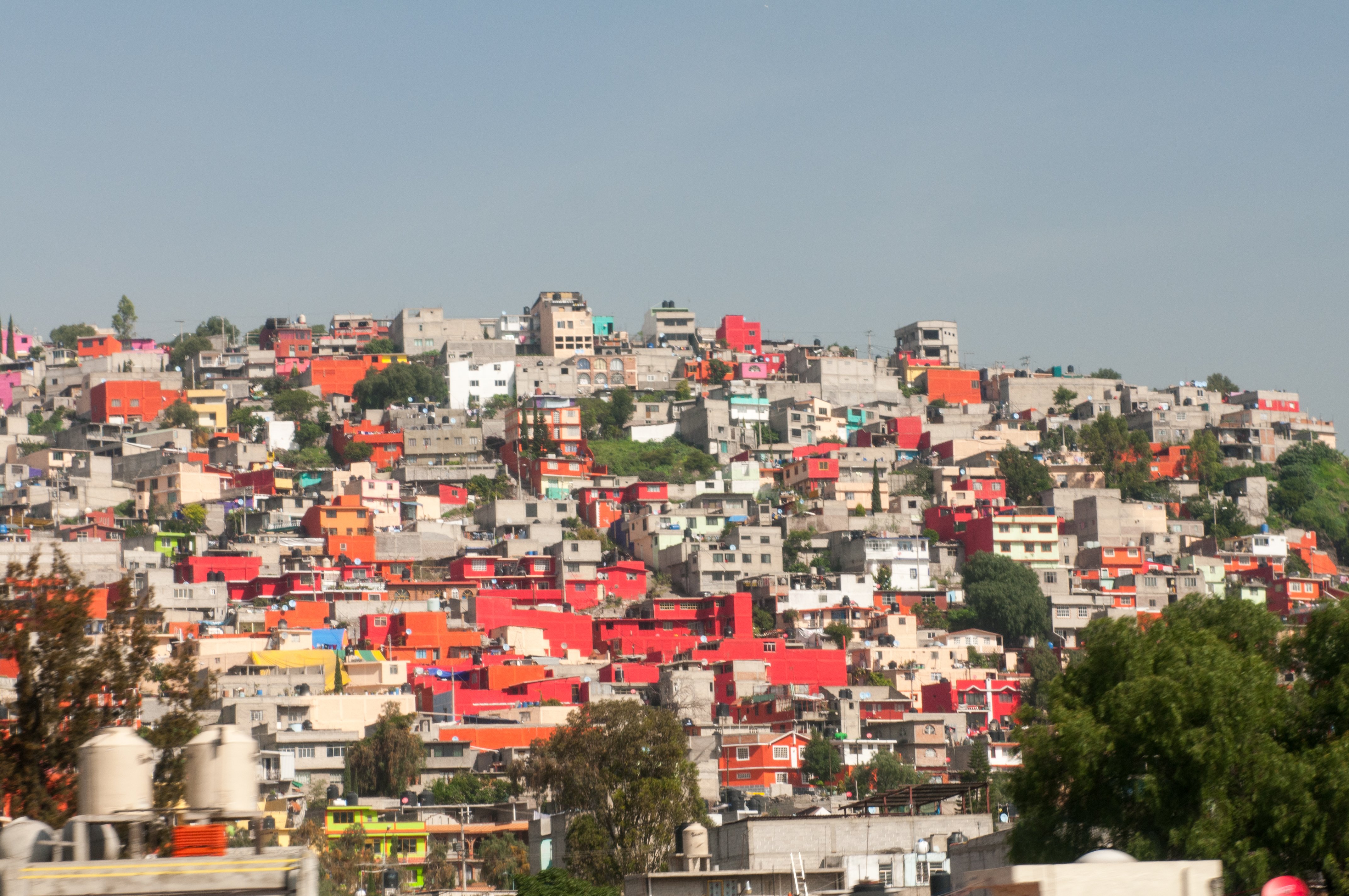
Favela na Cidade do México

A maior parte dos habitantes da cidade é de mestiços (pessoas com ascendência mista de europeus e indígenas) e crioulos (descendentes de Europeus). Apesar de que em números relativos à população indígena não representa mais do um por cento do total da população da capital, a Cidade do México é o âmbito de população ameríndia mais amplo de México e da América com mais de 360 000 indígenas de quase todas as etnias do país.
O maior dos grupos étnicos que habitam na Cidade do México é o dos nahuas. Outros grupos indígenas que habitam na Cidade do México não são nativos da região. As comunidades indígenas migrantes mais amplas da Cidade do México são os mixtecos, otomíé, zapotecas e mazahuas, ainda que encontram-se também os tlahuicas, purepechas e grupos de origem maia. As delegações com o maior número de indígenas são: Milpa Alta, Xochimilco, Tláhuac, Iztapalapa e Cuauhtémoc.[carece de fontes?]
Costuma ocorrer que as gerações de indígenas nascidos na Cidade do México se assimilem à cultura cosmopolita dominante, ainda que nas duas últimas décadas se observem movimentos reivindicativos das culturas indígenas da capital. A maior parte dos indígenas que vivem na Cidade do México abandonou o uso de sua língua vernácula, que reserva só para certos âmbitos da vida doméstica.
Produto da imigração de origem internacional, a Cidade do México também alberga a maior parte dos estrangeiros que se radicam no México. As comunidades mais amplas são os espanhóis, os estadunidenses, os argentinos, os colombianos, os franceses, os alemães e os libaneses, que formam as maiores comunidades que compõem o resto da população da capital.[carece de fontes?]

### Religiões

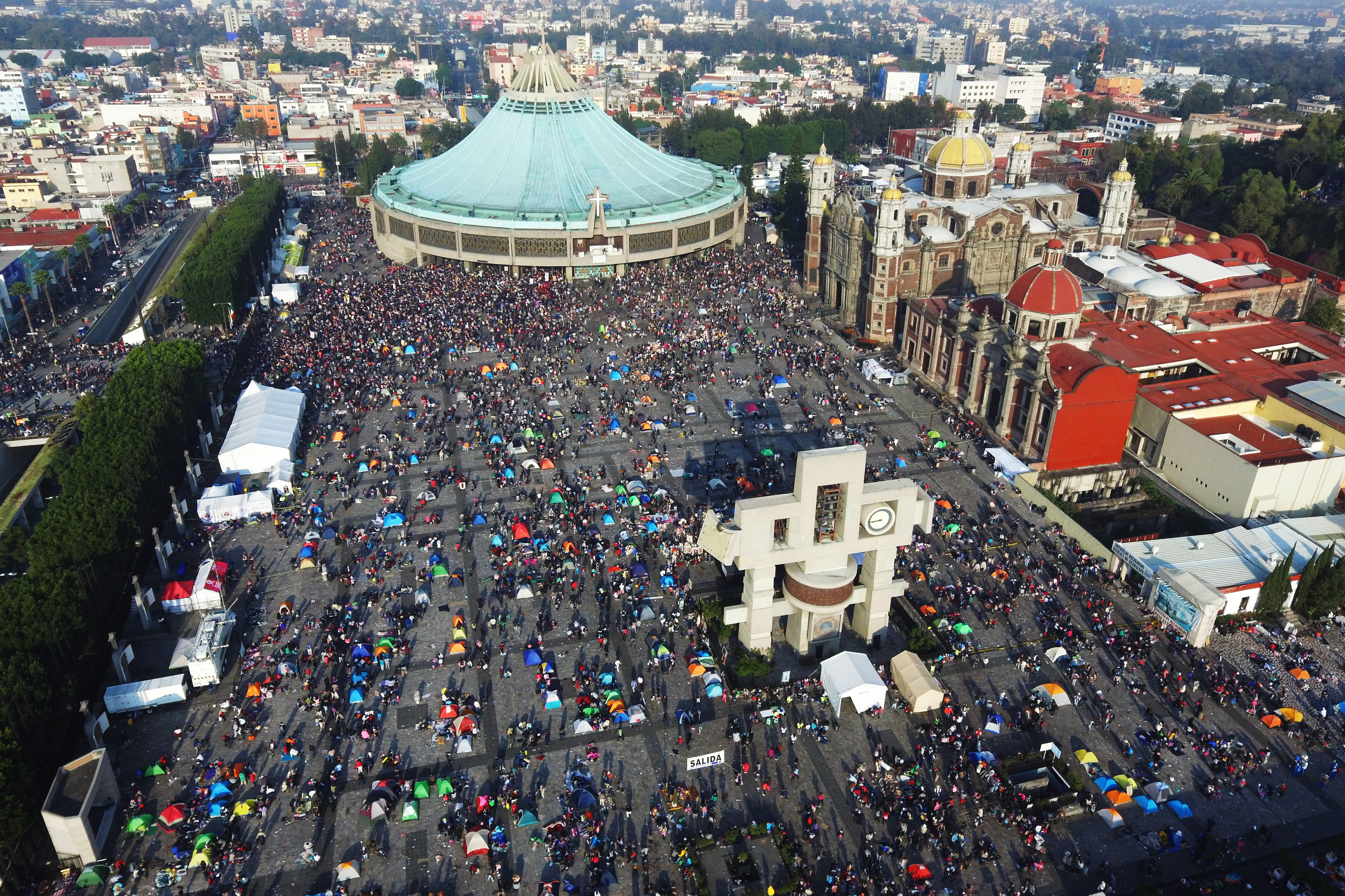
Santuário de Guadalupe

A maior parte dos capitalinos professa a religião católica. Pelo menos foram batizados como tais, ainda que o efeito da pergunta expressa de qual é a religião que praticam, muitos dizem que são crentes. Isto significa que se consideram adeptos ao catolicismo, mas não são praticantes regulares. O número de católicos na Cidade do México foi reduzido em números significativos. Enquanto na década de 1960, mais de 90% da população da Cidade do México professava essa religião, no início do século XXI, a proporção caiu para 80%.[carece de fontes?]
A população que não professa religião nenhuma ou seguem as religiões judaico-cristãs e evangélicas tem crescido. Destas últimas, o primeiro lugar no ano 2000, corresponde às Testemunhas de Jeová. As denominações pentecostais têm ampla difusão, sobretudo nos municípios periféricos orientais da Cidade do México (Tláhuac e Iztapalapa).[carece de fontes?]
Em paralelo aos cultos e religiões anteriores, surgiram na capital mexicana outras menos ortodoxas, que recolhem tradições populares não reconhecidas como válidas pela Igreja Católica. Entre elas está o culto à Santa Morte, que tem seu centro na zona de Tepito e La Merced. Há praticantes de Santeria de origem afro-antilhana assim como o xamanismo procedente principalmente de Oaxaca e Veracruz.[carece de fontes?]
O padroeiro da cidade e o primeiro santo nascido no território que hoje é o México é São Filipe de Jesus, um dos 26 mártires do Japão.

### Idiomas
Como em todo o México, o idioma dominante na Cidade do México é o espanhol. Este é falado pela imensa maioria dos habitantes da capital. A grande diversidade étnica na Cidade do México resulta em uma grande diversidade linguística. Praticamente todas as línguas indígenas do México são faladas na Cidade do México, no entanto, as majoritárias são o náhuatl, o otomí, o mixteco, o zapoteco e o idioma mazahua. Como segunda língua, é quase seguro que o inglês seja a mais estendida.

### Região metropolitana

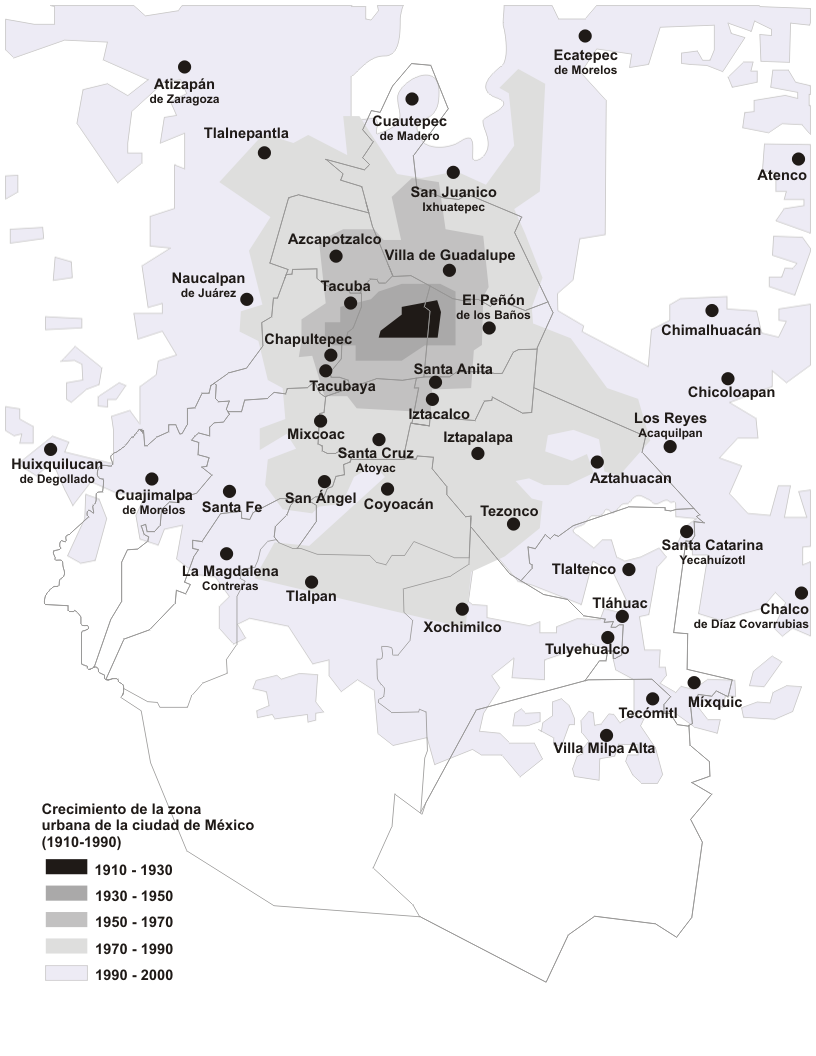
Crescimento da Grande Cidade do México de 1900 a 2000

A Zona Metropolitana do Vale do México é formada pela Cidade do México, 60 municípios do estado do México e um do estado de Hidalgo. A Grande Cidade do México é a maior área metropolitana e a metrópole com a maior densidade populacional do país. Em 2009, 21 163 226 pessoas viviam nesta aglomeração urbana, das quais 8 841 916 viviam na própria Cidade do México.
Em termos populacionais, os maiores municípios que fazem parte da Grande Cidade do México (excluindo a capital) são: Ecatepec de Morelos (pop. 1 658 806); Nezahualcóyotl (pop. 1 109 363); Naucalpan (pop. 833 782); Tlalnepantla de Baz (pop. 664 160); Chimalhuacán (pop. 602 079); Ixtapaluca (pop. 467 630); Cuautitlán Izcalli (pop. 532 973); e Atizapán de Zaragoza (pop. 489 775).
Os municípios acima estão localizados no estado do México, mas fazem parte da área metropolitana. Cerca de 75% (10 milhões) da população do estado do México vivem em municípios que fazem parte da Grande Cidade do México. A região foi a área metropolitana de mais rápido crescimento demográfico até o final dos anos 1980. Desde então, e através de uma política de descentralização para reduzir os poluentes ambientais, a taxa de crescimento tem diminuído e é menor do que a das outras quatro maiores áreas metropolitanas (nomeadamente Grande Guadalajara, Grande Monterrey, Grande Puebla e Grande Toluca), mesmo que ainda seja positivo.
A taxa de migração líquida da Cidade do México entre 1995 e 2000 foi negativa, o que implica que os moradores estão se movendo para os subúrbios da região metropolitana, ou para outros estados do México. Além disso, alguns subúrbios estão a perder população para os subúrbios, indicando a contínua expansão da Grande Cidade do México.

## Governo e política

### Distrito Federal

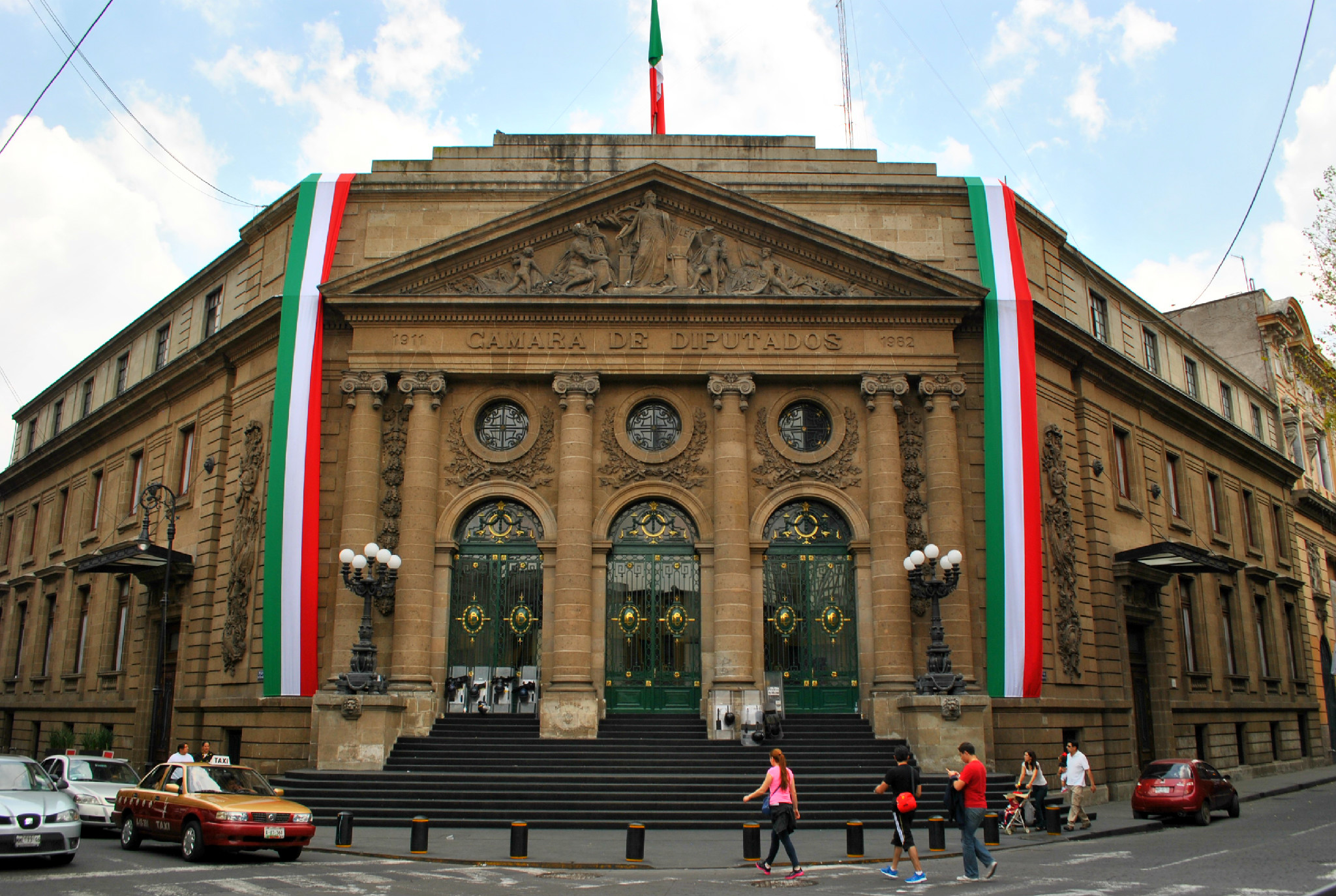
Assembleia Legislativa da Cidade do México

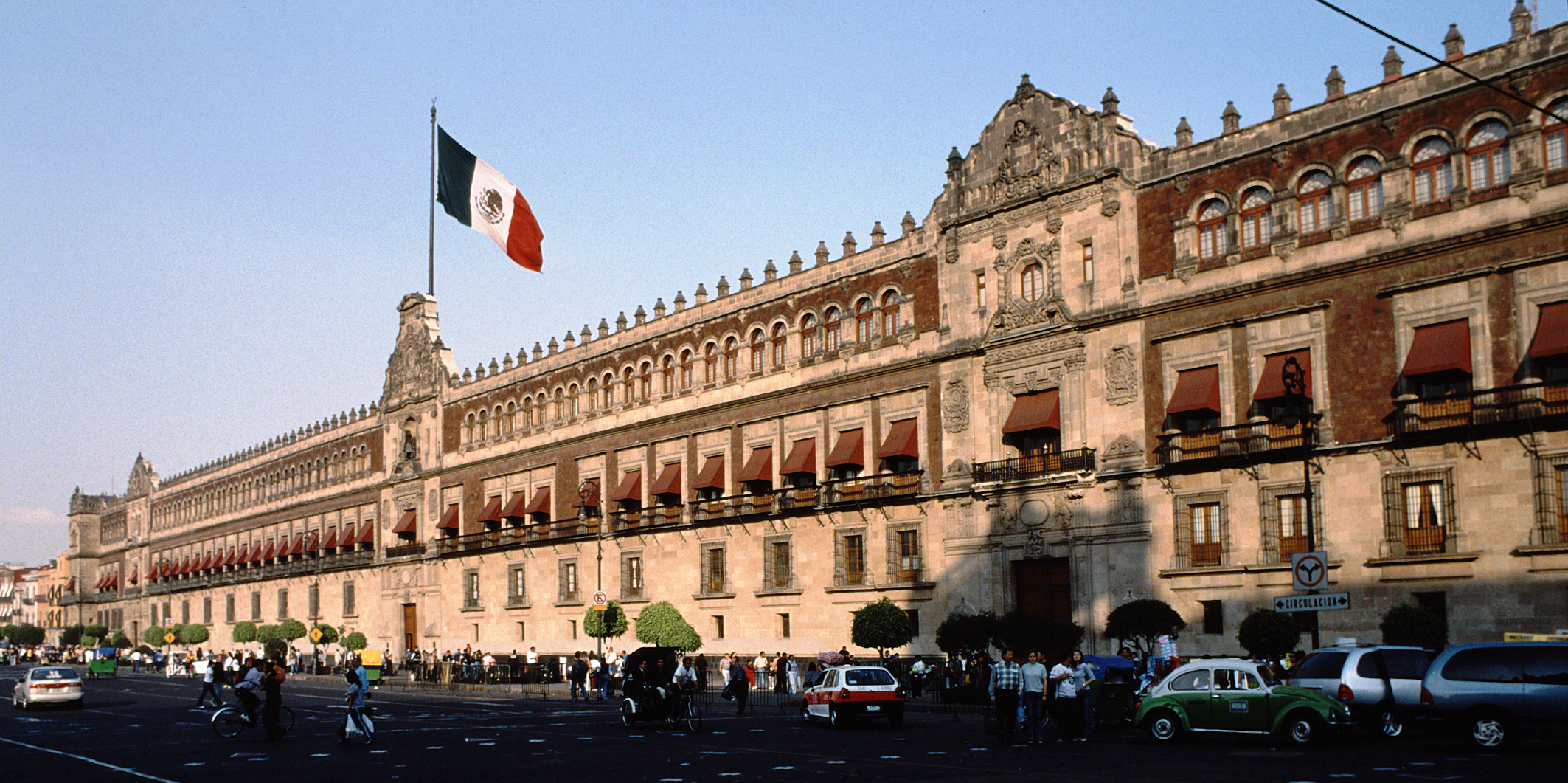
Palácio Nacional do México

A Acta Constitutiva de la Federación de 31 de Janeiro de 1824, e a Constituição Federal de 4 de outubro de 1824 fixa a organização política e administrativa dos Estados Unidos Mexicanos depois da Guerra da Independência. Além disso, a Secção XXVIII do artigo 50 deu ao novo Congresso o direito de escolher a localização do governo federal. Esta localização, então, seria apropriada como terra federal, com o governo federal agindo como a autoridade local. Os dois principais candidatos para se tornar a capital eram a Cidade do México e Querétaro.
Devido em grande parte à persuasão do representante Servando Teresa de Mier, a Cidade do México foi escolhida porque era o centro populacional e histórico do país, apesar de Querétaro ser mais perto do centro geográfico do país. A escolha foi oficializada em 18 de novembro de 1824 e o Congresso delineou uma superfície de duas léguas quadradas centrada na Praça da Constituição, ou El Zócalo. Esta área foi então separada do Estado do México, forçando o governo daquele estado a mover a partir do Palácio da Inquisição (hoje Museu de Medicina do México), na cidade de Texcoco. Esta área não inclui os centros populacionais das cidades de Coyoacán, Xochimilco, Mexicaltzingo e Tlalpan, todos as quais permaneceu como parte do estado do México.
Em 1941, o bairro Geral Anaya foi incorporado ao Departamento Central, que foi então renomeado para "Cidade do México" (revivendo assim o nome, mas não o município autônomo). De 1941 a 1970, o Distrito Federal era composto por doze delegações. Em 1970, a capital foi dividida em quatro delegações diferentes: Cuauhtémoc, Miguel Hidalgo, Venustiano Carranza e Benito Juárez, aumentando o número de delegações a dezesseis. Desde então, de facto, todo o Distrito Federal, cujas delegações até então formavam uma área urbana quase única, passou a ser considerado um sinônimo de Cidade do México.
A falta de uma estipulação de jure deixou um vácuo legal que levou a uma série de discussões estéreis sobre se um conceito tinha engolido o outro ou se este último deixou de existir completamente. Em 1993, esta situação foi resolvida por uma emenda ao artigo 44 da Constituição segundo o qual a Cidade do México e o Distrito Federal são sinônimos. Esta alteração foi posteriormente introduzida no segundo artigo do Estatuto do Governo do Distrito Federal.

### Estrutura política

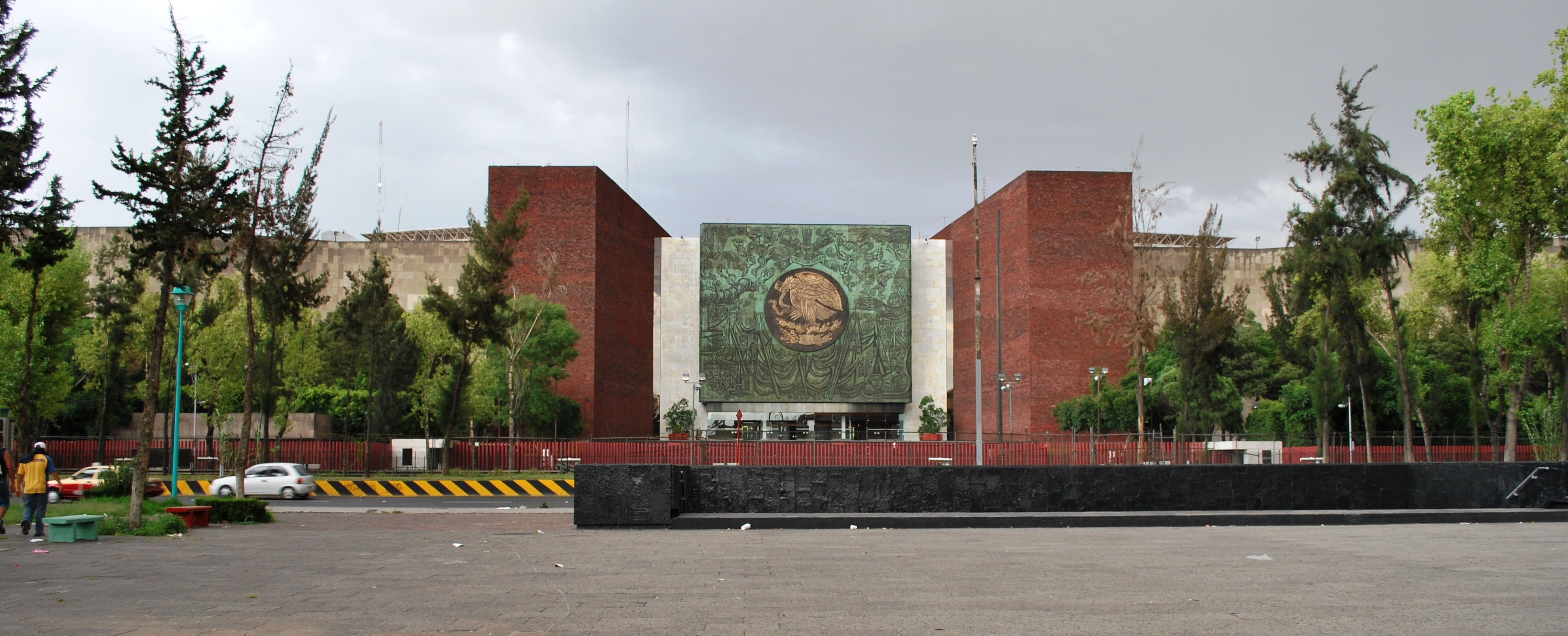
Palácio Legislativo de San Lázaro

A Cidade do México não tem uma constituição, como os estados da União, mas sim um Estatuto de Governo. Como parte de suas recentes mudanças de autonomia, o orçamento é administrado localmente; é proposto pelo chefe de governo e aprovado pela Assembleia Legislativa. No entanto, é o Congresso da União que define o teto para a dívida pública interna e externa emitida pela Cidade do México.
De acordo com o artigo 44 da Constituição mexicana, no caso da capital ser movida para outra cidade, o Distrito Federal seria transformado em um novo estado, que seria chamado "Vale do México". Em 2012, foram realizadas eleições para o cargo de chefe de governo e para os representantes da Assembleia Legislativa. Chefes de governo são eleitos para um mandato de 6 anos sem a possibilidade de reeleição. Tradicionalmente, esta posição tem sido considerada como o segundo cargo executivo mais importante no país.

### Cidades-irmãs
A Cidade do México participou, no dia 12 de outubro de 1982 da União das Cidades Capitais da Iberoamérica, estabelecendo relação de cidade-irmã com as seguintes cidades:
- Assunção, Paraguai
- Bogotá, Colômbia
- Buenos Aires, Argentina
- Caracas, Venezuela
- Havana, Cuba
- La Paz, Bolívia
- Lima, Peru
- Lisboa, Portugal
- Madrid, Espanha
- Manágua, Nicarágua
- Montevidéu, Uruguai
- Cidade do Panamá, Panamá
- Quito, Equador
- Rio de Janeiro, Brasil
- San José, Costa Rica
- San Juan, Porto Rico
- San Salvador, El Salvador
- Santiago, Chile
- São Paulo, Brasil
- Tegucigalpa, Honduras
- Los Angeles, Estados Unidos
- Nagoya, Japão
- Washington, D.C, Estados Unidos
- Sevilha, Espanha
- Barcelona, Espanha
- Cusco, Peru
- Seul, Coreia do Sul
- Berlim, Alemanha
- Munique, Alemanha
- Londres, Reino Unido
- Nova Iorque, Estados Unidos
- Estugarda, Alemanha
- Malmö, Suécia
- Dolores Hidalgo, México

## Subdivisões
Para efeitos administrativos, a Cidade do México encontra-se dividida em 16 demarcações territoriais, antes conhecidas como delegações. Trata-se de divisões territoriais e político-administrativas semelhantes a dos municípios mexicanos, embora haja diferenças jurídicas e administrativas. As demarcações territoriais da Cidade do México, de acordo com a seção 4 do artigo 53 da Constituição Política da Cidade do México, são as seguintes:
1. Álvaro Obregón
2. Azcapotzalco
3. Benito Juárez
4. Coyoacán
5. Cuajimalpa de Morelos
6. Cuauhtémoc
7. Gustavo A. Madero
8. Iztacalco
9. Iztapalapa
10. La Magdalena Contreras
11. Miguel Hidalgo
12. Milpa Alta
13. Tláhuac
14. Tlalpan
15. Venustiano Carranza
16. Xochimilco

## Economia

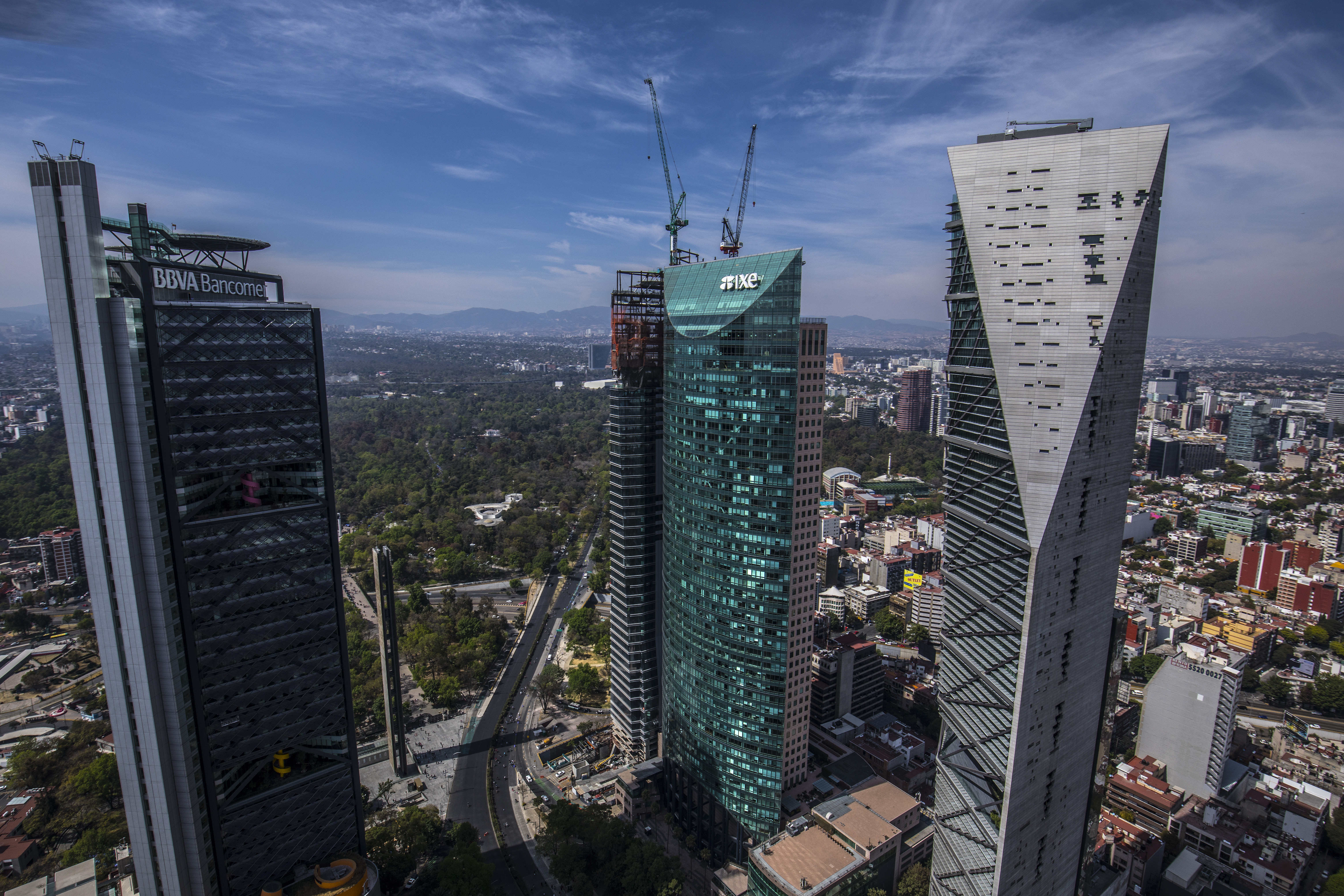
Arranha-céus no Paseo de la Reforma, o principal centro financeiro da cidade

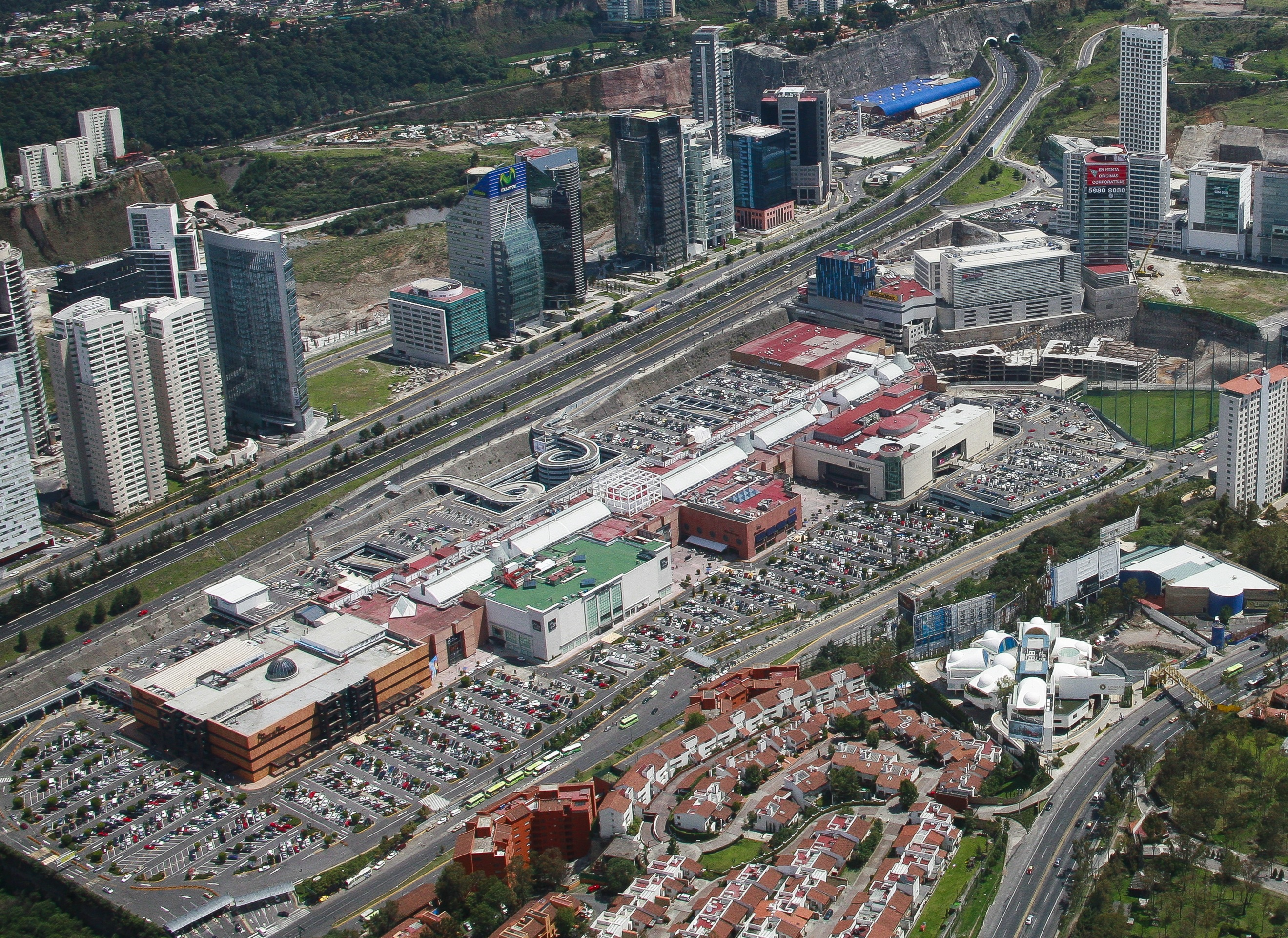
Shopping no distrito de Santa Fé

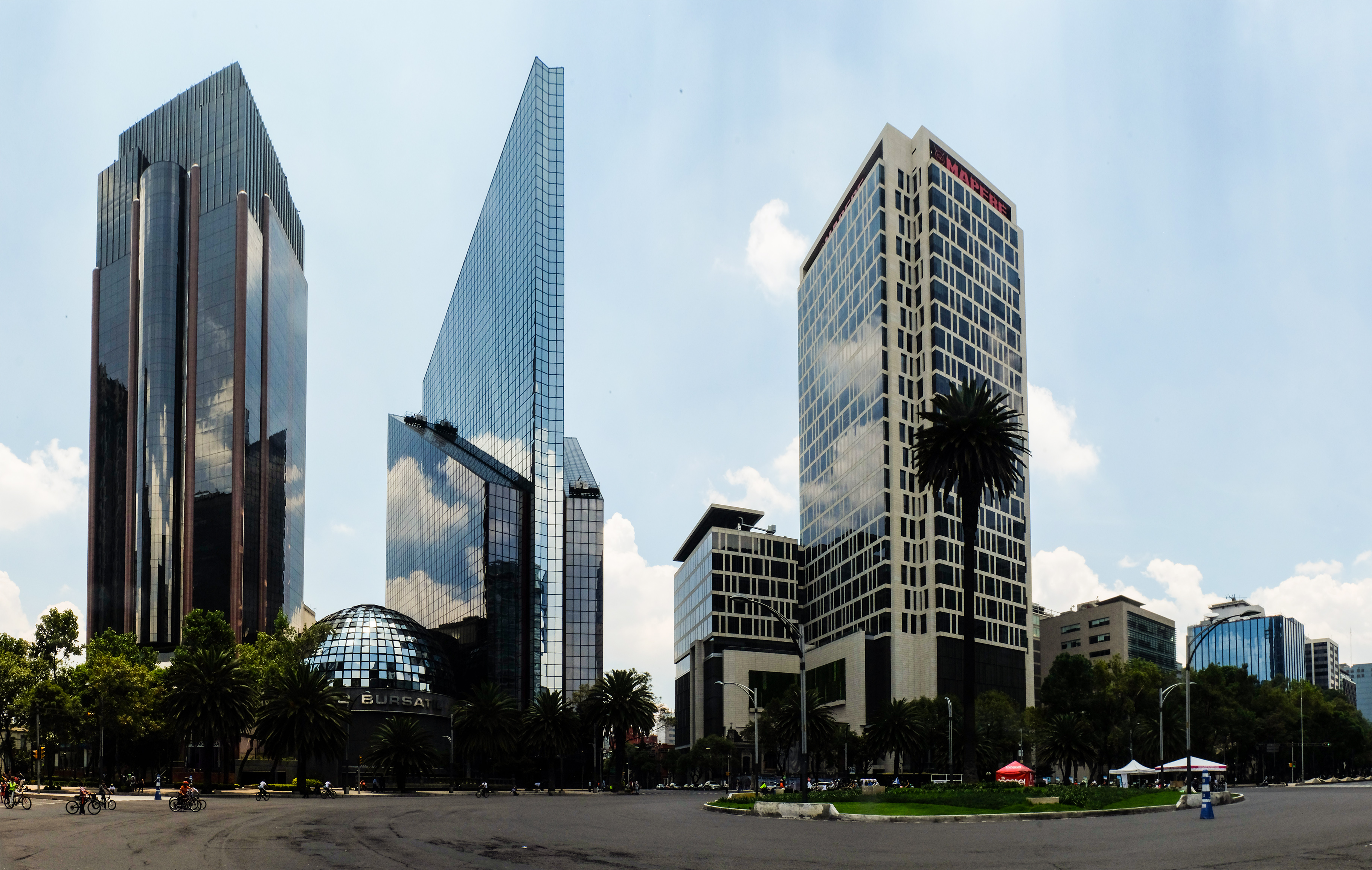
Bolsa Mexicana de Valores

A Cidade do México foi, durante boa parte da história do México independente, seu principal centro econômico. No século XIX, os municípios periféricos da entidade possuíam uma economia baseada na agricultura e no comércio dos bens produzidos por esta atividade e outras manufaturas complementares. Tanto os produtos agropecuários como os obrajes eram bens de consumo cujo principal ponto de comércio era a Cidade do México. Esta, por seu caráter de capital nacional, se especializava na prestação de serviços associados à administração pública. Alguns de seus habitantes também eram trabalhadores agrícolas, mas quase todos eles estavam concentrados nos setores de serviços e na insuficiente indústria.
Durante o século XIX, as principais atividades industriais no Distrito Federal foram nos ramos têxtil e papeleiro. No final desse século, durante o governo porfirista foram introduzidos teares mecânicos em fábricas como La Magdalena e La Fama, tanto que a produção papeleira florescia em Peña Pobre e Loreto.
A indústria capitalista se transformou até o início do século XX, quando se promoveu um modelo de substituição de importações. Entre as décadas de 1950 e 1980, o Distrito Federal chegou a produzir 36% do PIB nominal nacional. Depois o Distrito Federal perdeu importância no PIB nacional, alcançando apenas 25% do total no começo do século XXI.
Igualmente, o Distrito Federal dava emprego a 45% dos trabalhadores da indústria manufaturada no México em 1980, mas, uma década mais tarde, a proporção havia caído para 33%. Das quinhentas empresas mais importantes do país, em 1982, a Cidade do México abrigava 257 delas. Sete anos mais tarde só permaneciam na capital mexicana 145.
O retrocesso da atividade industrial no Distrito Federal implicou, por uma parte, no crescimento em termos relativos dos ingressos aportados pelo setor terciário (de serviços), e por outra parte, também se refletiu no crescimento da economia informal na cidade. Apesar de todos esses retrocessos, depois da crise mexicana das décadas de 1980 e 1990, o Distrito Federal foi uma das poucas entidades federativas cuja participação no PIB nacional melhorou. Passou de 21% em 1998 para 23% em 1996. Com isso, a renda per capita aumentou, devido em parte à contração demográfica resultante do terremoto de 1985.
Em 2004 produziu 20,52% do PIB nacional mexicano, que equivale a quase 133 milhões de dólares. O PIB per capita da cidade também é superior ao do México, estimado em US$ 18 321. Esse valor equivale a 2,5 vezes o PIB per capita mexicano e é similar a de países como Portugal, Estônia, Porto Rico e Barbados.
De acordo com um estudo realizado pela PricewaterhouseCoopers, a Cidade do México e sua área metropolitana ocupavam o oitavo lugar das cidades mais ricas do mundo ao ter um GPD de 331 000 milhões de dólares que deve se duplicar, segundo o mesmo estudo, até 2020.

## Infraestrutura

### Transportes

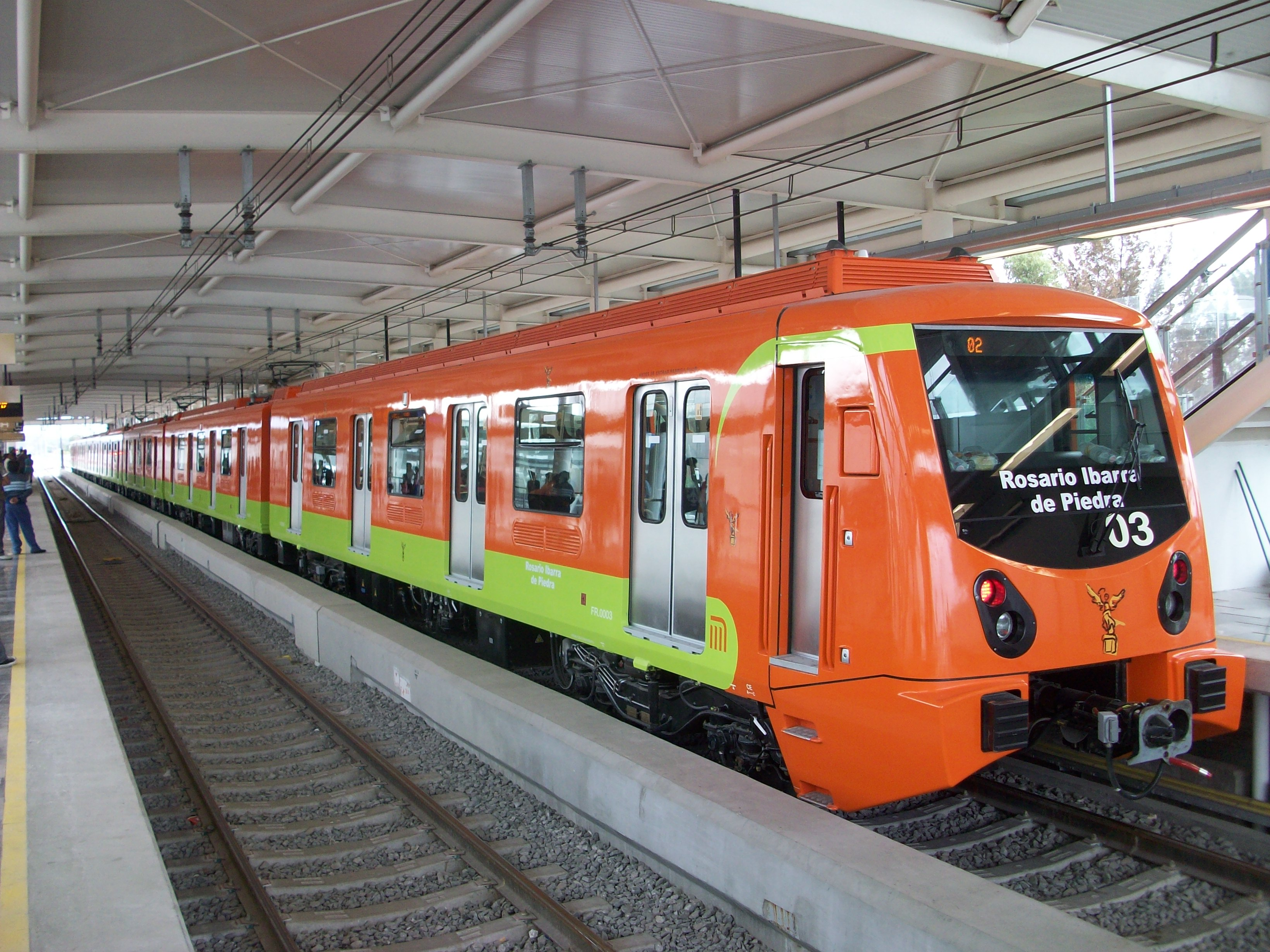
A rede do Metrô da Cidade do México é a mais extensa da América Latina

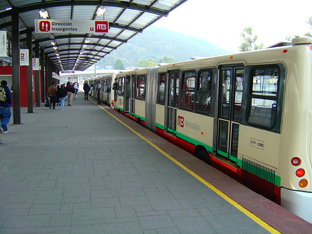
Estação do Metrobus

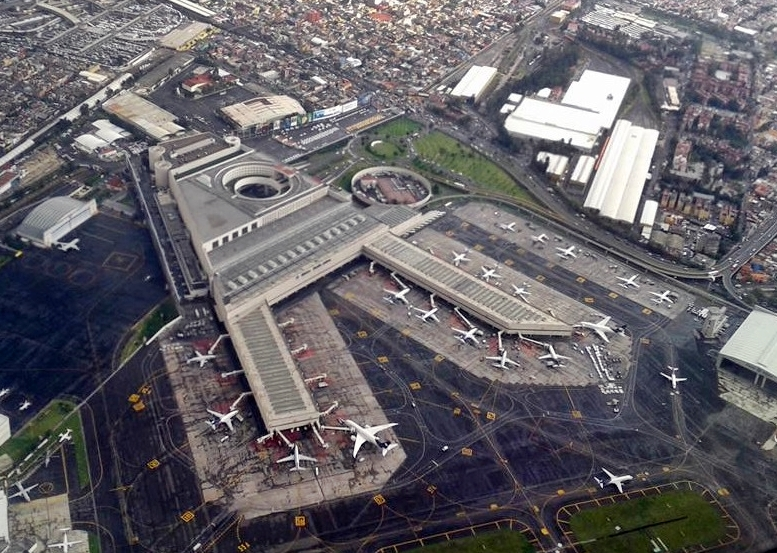
Terminal 2 do Aeroporto Internacional da Cidade do México, o mais movimentado da América Latina

A Cidade do México é servida pelo Sistema de Transporte Coletivo, um sistema de metrô de 225,9 km de extensão, o maior da América Latina. Os primeiros trechos foram inaugurados em 1969 e o sistema foi expandido para 12 linhas com 195 estações. O metro é um dos mais movimentados do mundo e transporta aproximadamente 4,5 milhões de pessoas todos os dias, superado apenas pelo metrô de Moscou (7,5 milhões), Tóquio (5,9 milhões) e Nova York (5,1 milhões).
A primeira linha de ônibus de trânsito rápido da cidade, a Metrobús, começou a operar em junho de 2005, ao longo da Avenida de los Insurgentes. A linha 2 foi inaugurada em dezembro de 2008, a linha 3 em fevereiro de 2011, e a linha 4, que liga o aeroporto com São Lázaro e da Estação de Buenavista em Insurgentes, em abriu de 2012. Como os micro-ônibus foram removidos do seu percurso, esperava-se que o Metrobús pudesse reduzir a poluição e diminuir o tempo de trânsito para os passageiros. Em junho de 2013, 367 ônibus Metrobús transportaram 850 mil passageiros por dia.
No final dos anos 1970 muitas estradas arteriais foram redesenhadas como as ejes viales, rodovias de grande capacidade que cruzam, em teoria, a Cidade do México de lado a lado. A rede é baseada em uma grade quase cartesiana. O sistema também conta as circulares, como são o Circuito Interior (anel interno), o Anillo Periférico; o Circuito Exterior Mexiquense, que contorna as bordas leste e nordeste da região metropolitana, o Chamapa-La Venta, que contorna a borda noroeste, e o Arco Norte, que transpassa a metrópole. Um segundo nível de circulares, coloquialmente chamado de "Segundo Piso", foi aberto oficialmente em 2012, com trechos ainda a ser concluídos.
A capital mexicana é servida pelo Aeroporto Internacional da Cidade do México (código aeroportuário IATA: MEX). Este aeroporto é de segundo mais movimentados do mundo, com voos diários domésticos e internacionais para Estados Unidos e Canadá, América Central e Caribe, América do Sul, Europa e Ásia. A Aeroméxico (Skyteam) tem seu hub neste aeroporto. Em 2014, o aeroporto transportou cerca de 34 milhões de passageiros, aproximadamente 2 milhões a mais que no ano anterior.
Durante seu discurso anual em 2 de Setembro de 2014, o presidente do México, Enrique Peña Nieto, revelou planos para um novo aeroporto internacional para aliviar o notório congestionamento do tráfego aéreo da cidade, provisoriamente programados para ser inaugurado em 2018. O novo aeroporto, que teria seis pistas, vai custar 9,15 bilhões de dólares e seria construído sobre terrenos vagos do governo federal a leste do Aeroporto Internacional da Cidade do México. A meta é para, eventualmente, transportar 120 milhões de passageiros por ano, o que tornaria o aeroporto o mais movimentado do mundo.
O governo local se esforça continuamente pela redução dos enormes congestionamentos e aumentou os incentivos para tornar a cidade amigável aos ciclistas, como o segundo maior sistema partilha de bicicletas da América do Norte, o EcoBici, lançado em 2010, que registra os moradores que podem usar bicicletas por 45 minutos com uma assinatura pré-paga de 300 pesos por ano. Em setembro de 2013, havia 276 estações com 4 mil bicicletas em toda uma área que se estende desde o centro histórico de Polanco. As estações estão a menos de 300 metros uma da outra e são totalmente automáticas, utilizando um cartão. Os usuários dos serviços de bicicleta têm acesso a várias ciclovias, inclusive ao longo do Paseo de la Reforma e da Avenida Chapultepec, bem como um corredor 59 quilômetros de Polanco para Fierro del Toro, localizado ao sul do Parque Nacional Cumbres del Ajusco, perto do de Morelos.

### Educação

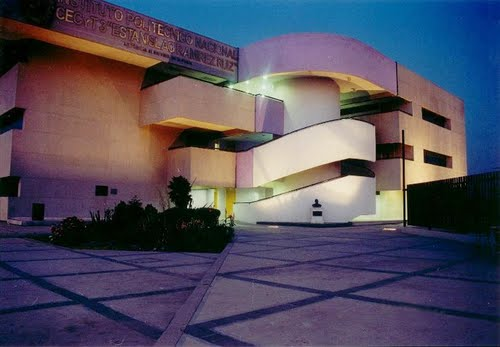
Instituto Politécnico Nacional

A Cidade do México tem muitas escolas públicas e privadas, e é a cidade com o maior número de alunos. E, embora alguns estudos indiquem que o nível de ensino deixa muito a desejar (muito longe de atingir a excelência a nível mundial, especialmente quando se refere às escolas secundárias públicas), é o melhor de todos os Estados mexicanos. Conta com creches (Kinders), escolas primárias e secundárias, que são comandados pelo Ministério da Educação do país. A Cidade do México é a entidade da federação com o maior grau de alfabetização. Das mais de oito milhões de pessoas que vivem na Cidade do México e estão em idade de frequentar a escola ou ter concluído o ensino primário, 94,83% sabem ler e escrever. A média nacional é de 90,69%. No que diz respeito à escolaridade, a média é de cerca de onze anos de instrução. A Cidade do México concentra uma alta proporção de pessoas que tenham concluído ao menos um curso superior ou licenciatura.[carece de fontes?]
Também se encontram vários centros de ensino superior, que embora sejam muitos não são suficientes, criando conflitos com os estudantes que foram reprovados pelo COMIPEMS, que é usado para escolher os estudantes que irão às escolas e colégios públicos através de um competitivo exame de admissão, mas a oferta de espaços para o nível superior é pequena em comparação a cada vez maior procura por instituições educativas, assim como muitos alunos não estudam na sua primeira ou segunda opção do COMIPEMS. [carece de fontes?]

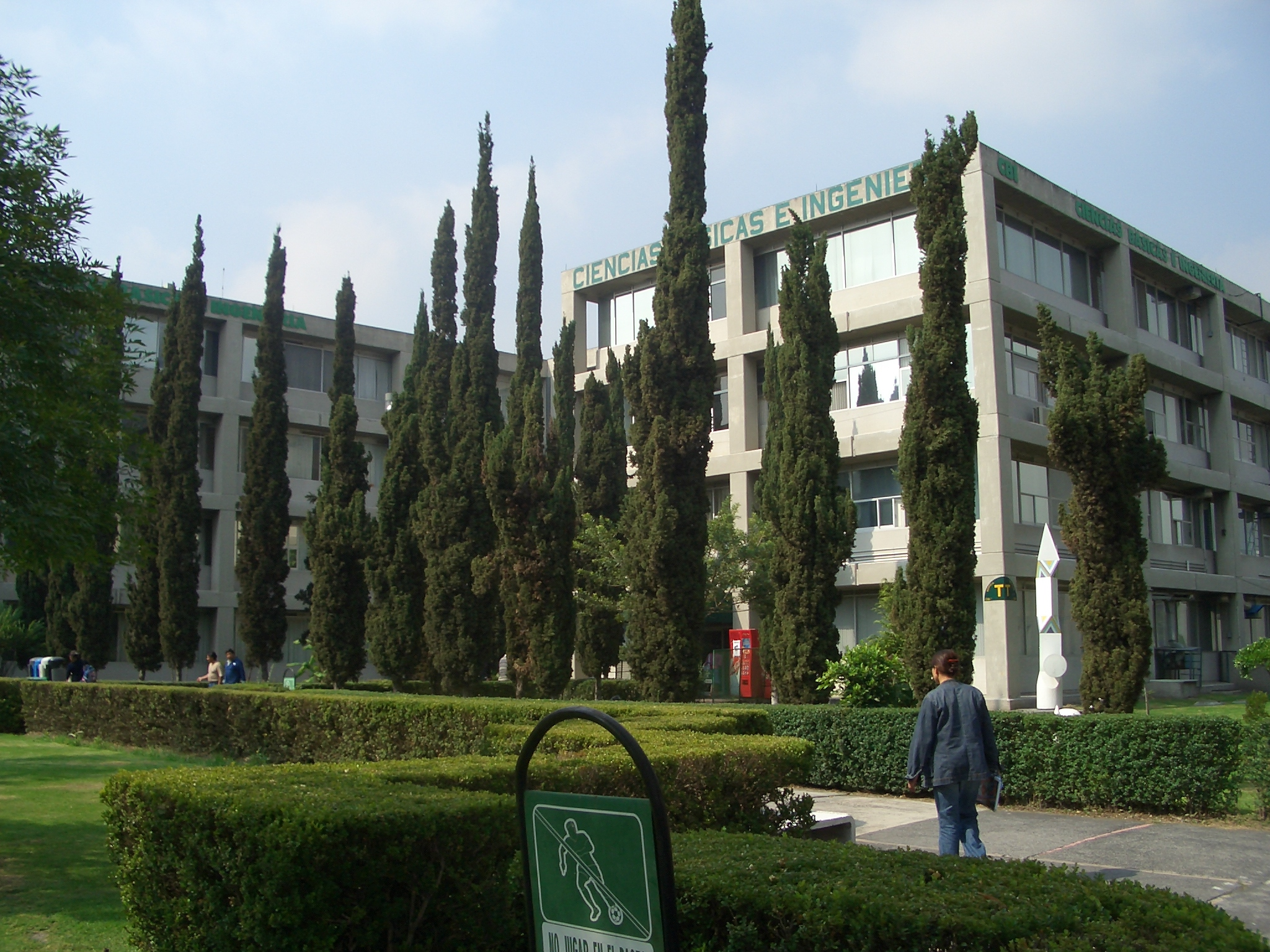
Universidade Autónoma Metropolitana em Iztapalapa

A Universidade Nacional Autônoma do México (UNAM), é a maior universidade no continente, com mais de 300 mil estudantes de todas as origens. Três prêmios Nobel, vários empresários e a maioria dos presidentes contemporâneos do México estão entre os seus ex-alunos. A UNAM realiza 50% da pesquisa científica nacional e tem presença em todo o país, com campi satélites, observatórios e centros de pesquisa. A UNAM foi classificada na 74.ª posição na classificação universitária publicada pela Times Higher Education (então chamado Times Higher Education Supplement) em 2006, sendo a instituição de ensino superior melhor classificada no mundo de língua espanhola. O principal campus da universidade, conhecida como Ciudad Universitaria, foi nomeado Patrimônio Mundial pela UNESCO em 2007.
A cidade tem escolas que pertencem às duas grandes universidades da cidade e do país, no caso da Universidad Nacional Autónoma de México se encontram a Escuela Nacional Preparatória e o Colegio de Ciências y Humanidades e, por outro lado, tem-se o Instituto Politécnico Nacional com o Centro de Estudios Científicos y Tecnológicos e o Centro de Estudios Tecnológicos. Em seguida temos as instituições que pertencem ao Ministério da Educação como o Colégio de Bacharéis, Centros de Estudios Tecnológicos, Industriales y de Servicios e o Colegio Nacional de Capacitación Profesional, bem como a recente criação da Instituto de Ensino Médio Superior da Cidade do México, que é administrado pelo governo local. Na Cidade do México estão os mais populares e importantes centros de ensino de nível superior, como Universidade Nacional Autônoma do México, Instituto Politécnico Nacional, Instituto Tecnológico e de Estudos Superiores de Monterrey, Universidade Autónoma Metropolitana e El Colegio de México. A prestigiosa Universidade da Califórnia também mantém um campus conhecido como "Casa de California" na cidade.

## Cultura

### Arte

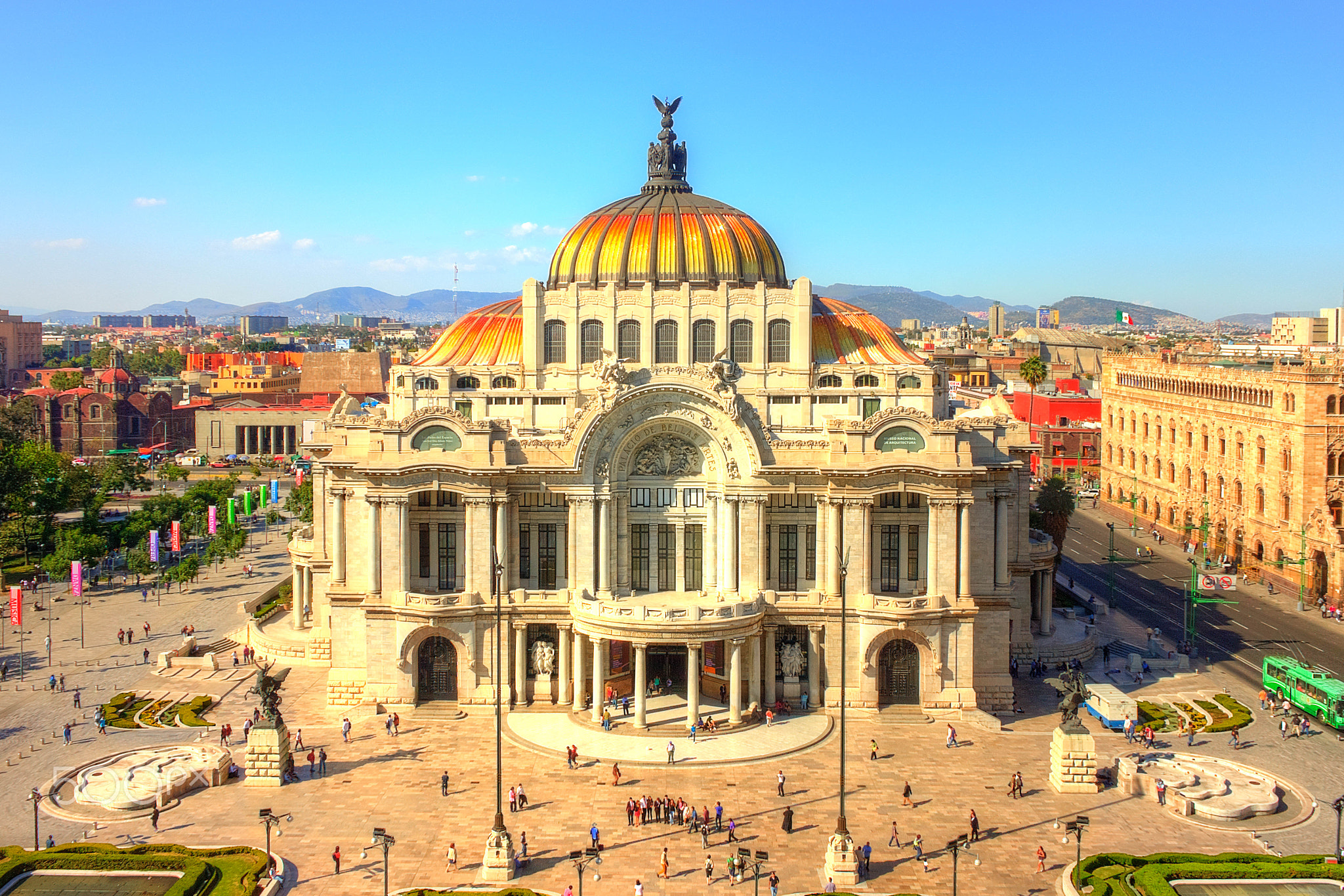
Palacio de Bellas Artes

Como foi a capital de um vasto império pré-hispânico e também a capital do mais rico vice-reinado dentro do Império Espanhol (que dominava vastos territórios na América e nas Índias Ocidentais), e, finalmente, a capital do Estados Unidos Mexicanos, a Cidade do México tem uma história rica de expressão artística. Desde o período pré-clássico mesoamericano os habitantes dos assentamentos em torno do lago Texcoco produziram muitas obras de arte e artesanato complexos, alguns dos quais são hoje exibida no mundialmente famoso Museu Nacional de Antropologia e no museu do Templo Mayor.
Grande parte do início de arte colonial resultou de códices (livros ilustrados astecas), com o objetivo de recuperar e preservar alguma iconografia indígena asteca. A partir de então, as expressões artísticas no México eram em sua maioria religiosas. A Catedral Metropolitana ainda exibe obras de Juan de Rojas, Juan Correa e uma pintura a óleo cuja autoria foi atribuída a Murillo.

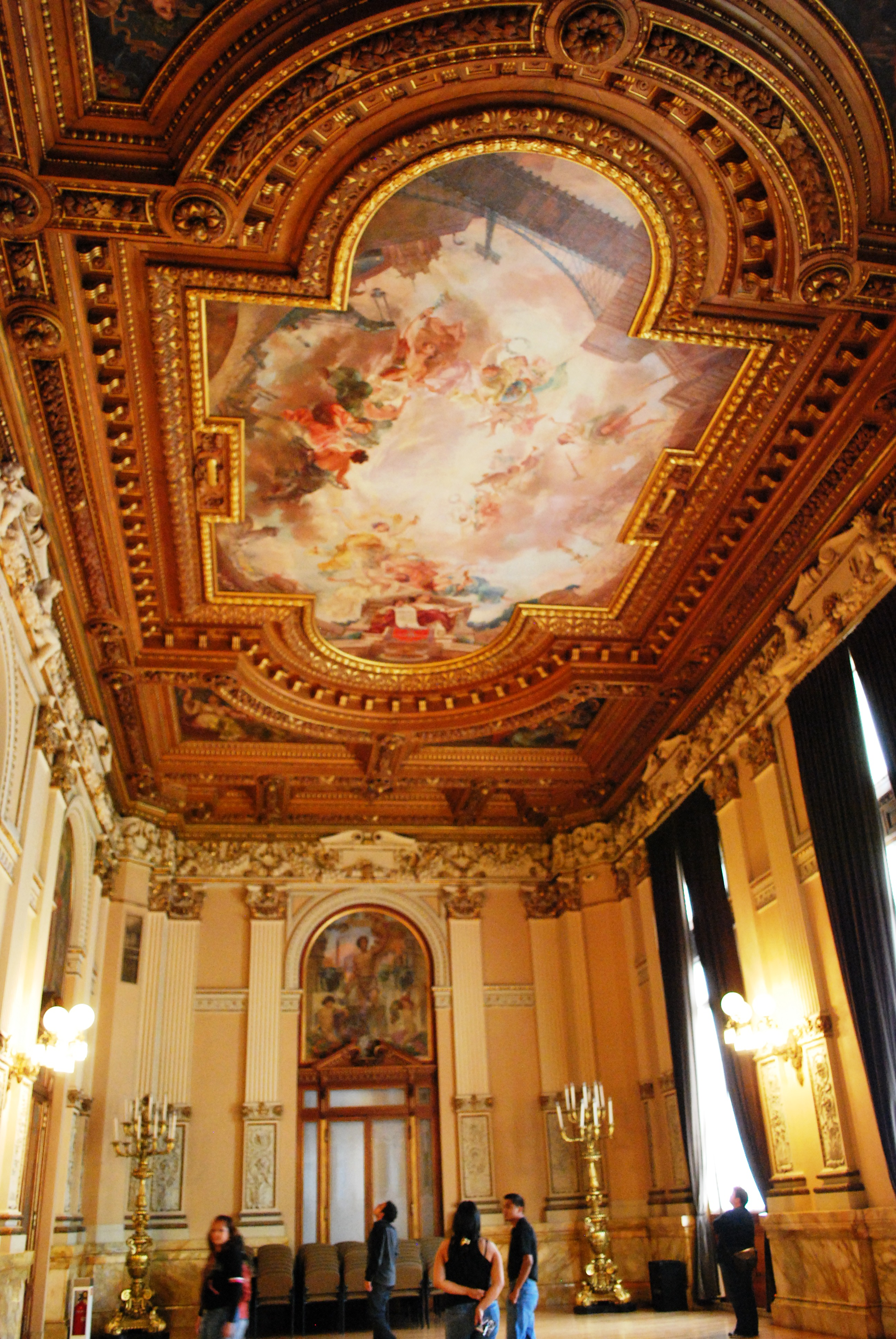
Museu Nacional de Arte

Durante o século XIX, um importante produtor de arte era a Academia de San Carlos, fundada durante a época colonial, e que mais tarde tornou-se a Escola Nacional de Artes Plásticas, incluindo pintura, escultura e design gráfico, uma das escolas de arte da UNAM. Muitos dos trabalhos produzidos pelos alunos e professores daquela época agora são exibidos no Museu Nacional de São Carlos. Um dos estudantes, José María Velasco Gómez, é considerado um dos maiores pintores de paisagens mexicanas do século XIX.
Após a Revolução Mexicana, um movimento artístico de vanguarda originado na Cidade do México: o muralismo. Muitas das obras de muralistas de José Clemente Orozco, David Alfaro Siqueiros e Diego Rivera são exibidas em vários edifícios na cidade, mais notavelmente no Palácio Nacional e do Palacio de Bellas Artes. Frida Kahlo, a esposa de Rivera, com uma forte expressão nacionalista, foi também uma das mais renomadas pintoras mexicanas. Sua casa tornou-se um museu que exibe muitas das suas obras.

### Museus

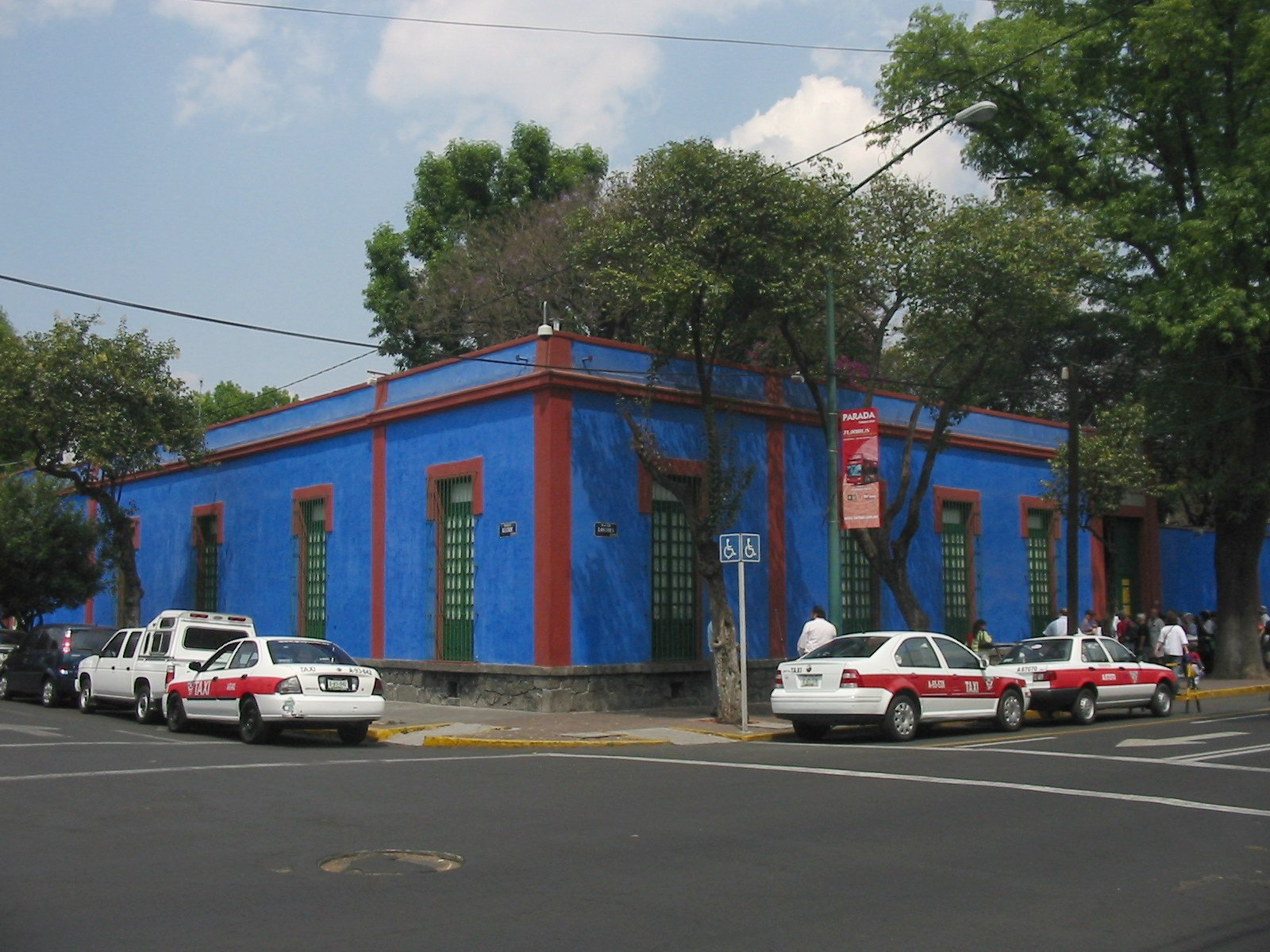
Museu Frida Kahlo

A Cidade do México tem vários museus dedicados à arte, incluindo arte colonial mexicana, arte moderna e arte contemporânea. A maioria dos mais de 150 museus da Cidade do México pode ser visitada de terça a domingo, dez horas - cinco horas, embora alguns deles estenderam os horários, como o Museu de Antropologia e História. Além disso, entrada para a maioria dos museus está livre aos domingos.
O Museu Tamayo foi inaugurado em meados dos anos 1980 para abrigar a coleção de arte contemporânea internacional doada pelo famoso pintor mexicano Rufino Tamayo. A coleção inclui obras de Picasso, Klee, Kandinsky, Warhol e muitos outros, embora a maior parte da coleção fique armazenada enquanto exposições são realizadas. O Museu de Arte Moderna é um repositório de artistas mexicanos do século XX, incluindo Rivera, Orozco, Siqueiros, Kahlo, Gerzso, Carrington, Tamayo, entre outros, e também organiza regularmente exposições temporárias de arte moderna internacional. No sul da cidade, o Museu de Arte Carrillo Gil reúne um mostruário com artistas de vanguarda, assim como o Museu Universitário de Arte Contemporânea, projetado pelo famoso arquiteto mexicano Teodoro González de León e inaugurado no final de 2008.
O Museu Soumaya, o nome da esposa do magnata mexicano Carlos Slim, tem a maior coleção privada de esculturas originais de Rodin fora de Paris. Ele também tem uma grande coleção de esculturas de Salvador Dali, e recentemente começou a mostrar peças em sua coleção mestres, incluindo El Greco, Velázquez, Picasso e Canaletto. O museu inaugurou uma nova instalação de design futurista em 2011 ao norte de Polanco.

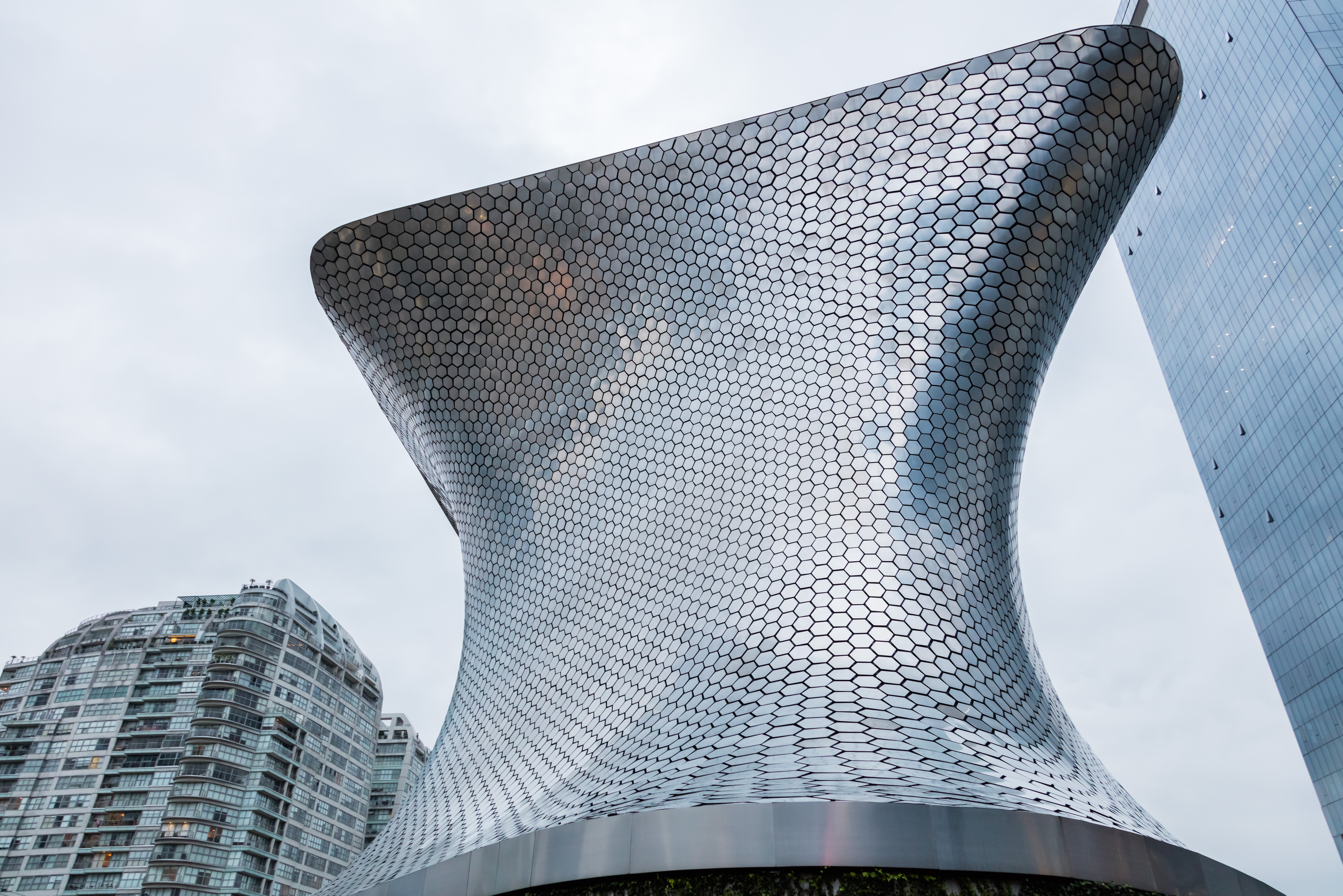
Museu Soumaya

A Colección Jumex é um museu de arte contemporânea localizado no terreno da empresa de suco Jumex no subúrbio industrial do norte de Ecatepec e mantém a maior coleção provada de arte contemporânea na América Latina, bem como exposições itinerantes pelos principais artistas contemporâneos.
O Museu de San Ildefonso, alojado no Antigo Colégio de São Ildefonso, no distrito do centro histórico da Cidade do México, é um edifício do século XVII que hospeda regularmente exposições de arte mexicana e internacional, como de David LaChapelle e Ron Mueck. O Museu Nacional de Arte também está localizado em um antigo palácio no centro histórico. Ele abriga uma grande coleção de obras de todos os grandes artistas mexicanos dos últimos 400 anos e também abriga exposições regulares.

### Esportes

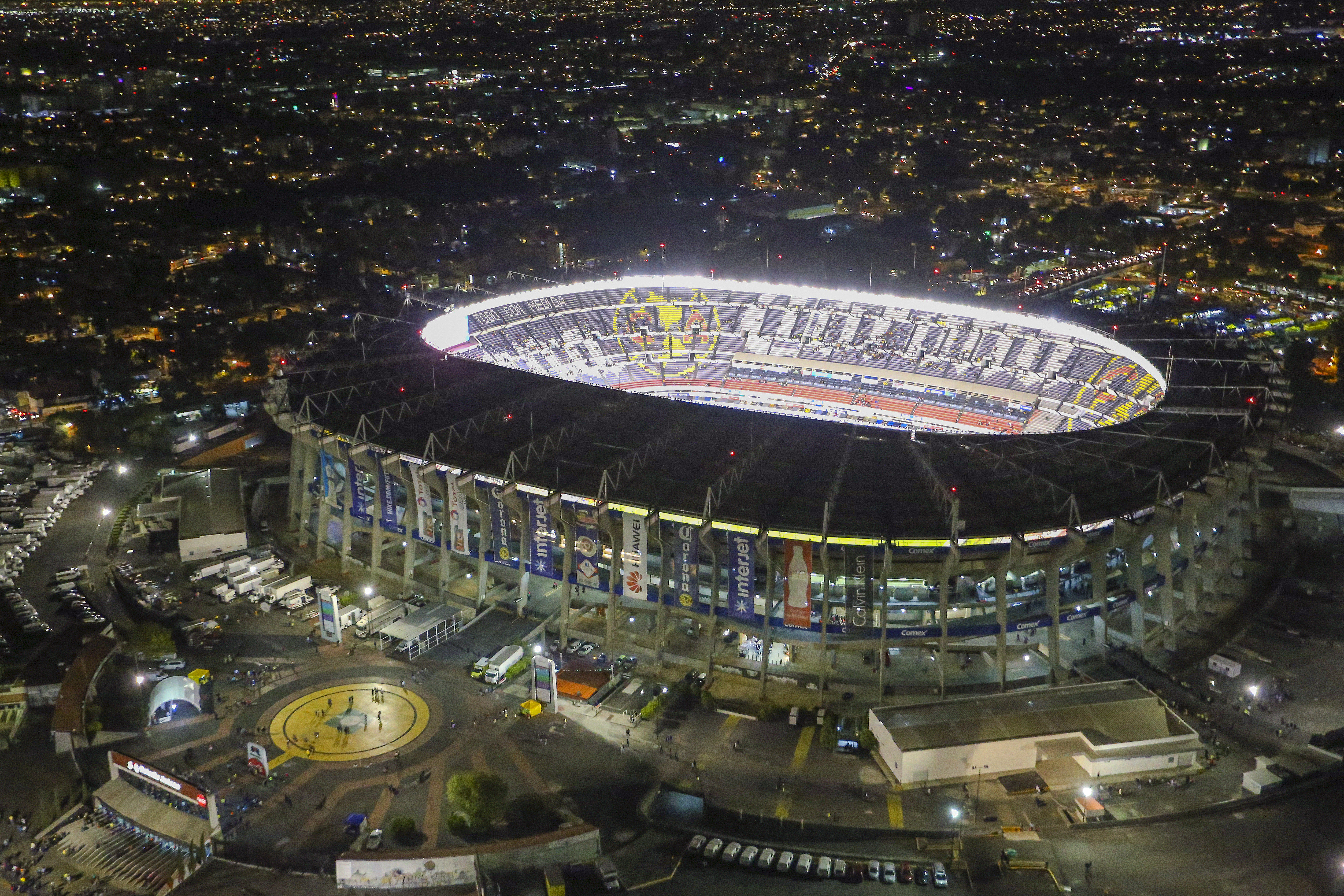
Estádio Azteca, a casa oficial da Seleção Mexicana de Futebol

Na Cidade do México se alojam algumas das instituições esportivas mais importantes do país. É a sede do Comitê Olímpico Mexicano, da Escola Nacional de Educação Física e da Escola Nacional de Treinadores Esportivos. Conta com várias unidades esportivas, dentre elas a maior é a de La Magdalena Mixiuhca, construída no local em que habitou o povo de mesmo nome (em Iztacalco). Justamente nesse espaço que se encontram instalações como o Autódromo Hermanos Rodríguez, o Foro Sol, o Palacio de los Deportes, o Velódromo Olímpico e a Sala de Armas. Em outras partes da cidade se encontram uma Piscina e Ginásio Olímpicos (Benito Juárez), a Pista Olímpica de Canotaje (Xochimilco), assim como três estádios de futebol: o Azteca, o Azul e o Olímpico Universitário.[carece de fontes?]
A Cidade do México recebeu em 1968 os Jogos Olímpicos de Verão, nos quais a delegação esportiva nacional alcançou a melhor atuação de sua história, com nove medalhas no total; sendo até os Jogos Olímpicos de 2016 no Rio de Janeiro, além disso, a única cidade latino-americana a sediar os Jogos Olímpicos. Além do mais, foi a sede dos Jogos Pan-americanos em 1955 e 1975, dos Jogos Centroamericanos e do Caribe em 1926, 1954 e 1990; assim como da Universíada de 1979.[carece de fontes?]

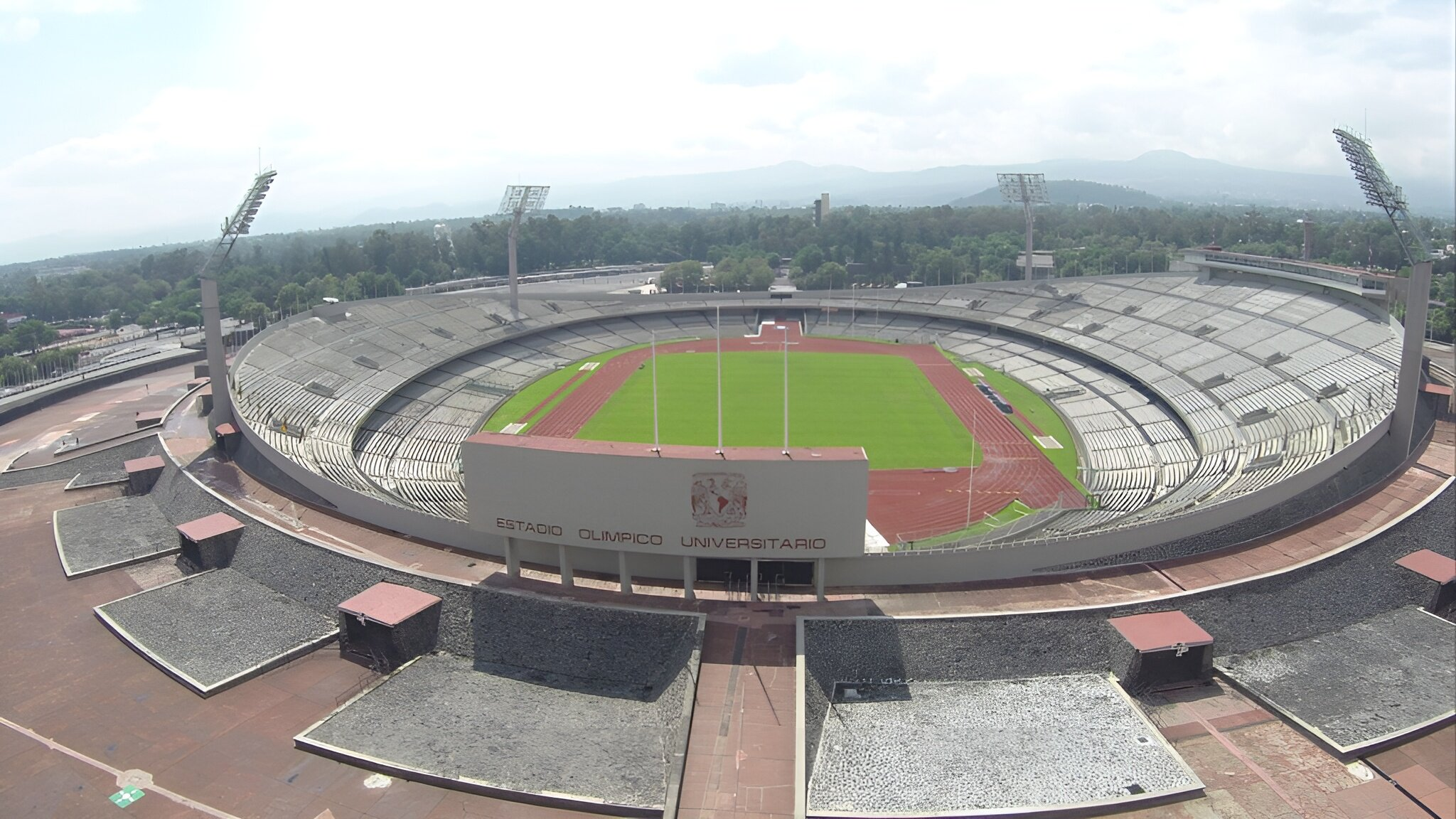
Estádio Olímpico Universitário, sede dos Jogos Olímpicos de Verão de 1968

A cidade sediou partidas das Copas do Mundo de 1970 e 1986, incluindo os dois jogos da final, sendo junto com Roma e Rio de Janeiro a única a sediar duas finais. A Cidade do México é a cidade com mais partidas de Copas do Mundo de Futebol, no total, 24.[carece de fontes?]
A Cidade do México é a sede de algumas equipes da primeira divisão da Liga mexicana de futebol: Club América, Cruz Azul, Club Universidad Nacional. O Estádio Azteca, sede do Club América e de sua filial, o Clube Socio Águila F.C, tem capacidade para até 110 000 espectadores.[carece de fontes?]
A Cidade do México também é sede da melhor equipe da história da Liga Mexicana de Beisebol: os Diablos Rojos del México, que já ganharam 14 títulos e jogam no Foro Sol da Cidade Esportiva.[carece de fontes?]
A NASCAR organiza desde 2005 a competição anual Busch Séries races no Autódromo Hermanos Rodríguez, na cidade.[carece de fontes?]